# ファミリーマート (企業)
株式会社ファミリーマート （英: FamilyMart Co.,Ltd.）は、東京都港区芝浦に本社を置く、ファミリーマートを運営する日本のコンビニエンスストア（CVS）フランチャイザーである。大手総合商社である伊藤忠商事の子会社。旧セゾングループ（西武流通グループ）。
ここではファミリーマートを名乗る法人複数世代すべてとサークルケイ・ジャパン複数世代すべてについても述べるが、沿革にあげる各法人のうち現存するものはファミリーマート（3代目）のみである。

## 概要
ジョナスとして発足した現法人はファミリーマートへ名称変更後、ユニー・ファミリーマートホールディングスへ改名。その後再びファミリーマートに商号を戻している。ファミリーマートグループとしては現在運営しているファミリーマートブランドのほか、吸収合併した各社より引き継いだam/pm（日本国内店舗のみ）、ココストア、エブリワン、サークルK（日本国内店舗のみ）、サンクスおよびそれらの派生ブランドでもコンビニエンスストアを運営していたが、いずれもすでにファミリーマートに集約されている。

## 沿革
ファミリーマートの商号は現法人で3代目となるが、ユニー・ファミリーマートホールディングスへ改名する前は初代のファミリーマートであったためこの法人がファミリーマートを名乗るのは2回目である。

### 初代ファミリーマート時代
休眠会社であった株式会社ジョナス（1948年8月19日設立）が、1981年9月1日に株式会社西友ストアーからファミリーマートの事業を譲受した際に株式会社ファミリーマート（初代）に商号変更した。
その後エリアフランチャイズを含めて単独でのファミリーマートブランドの拡大戦略を図ってきたが、平成20年代に入ると株式会社エーエム・ピーエム・ジャパンや株式会社ココストアなど、同業他社を合併し規模を拡大した。
2016年からはユニーグループ・ホールディングス傘下だったサークルKサンクス（当時）との経営統合やドンキホーテホールディングス（当時）による経営参画などの組織再編が行われた（次節にて詳述）。

### 社名変更前後の動きなど
旧社名であるユニー・ファミリーマートホールディングス株式会社（英: FamilyMart UNY Holdings Co.,Ltd.） 時代は、小売業関連の純粋持株会社であった。（初代）ファミリーマートが、ユニーグループ・ホールディングスを吸収合併する形により2016年9月1日に発足し、将来の海外展開を見据えて英字表記は前後を入れ替え海外知名度の高いファミリーマートを先としていた。略称は2017年8月までのFUHD、2017年9月からのUFHDほか、ユニファミマやユニファミも存在した。2019年9月1日、完全子会社のファミリーマートを吸収合併し会社名を「ファミリーマート」に変更した。
この変遷はユニー・ファミリーマートホールディングス株式会社となる以前、当時日本のコンビニエンスストア業界第3位であった（初代）株式会社ファミリーマートが2015年（平成27年）3月10日より、同じく業界第4位で総合スーパーのアピタ・ピアゴも経営し、中京圏を基盤とする株式会社サークルKサンクスを持株運営していたユニーグループ・ホールディングス（2代目）と経営統合の協議を開始し10月15日に基本合意した ことによるものである。
この経営統合に際し、2016年（平成28年）1月27日に「2016年9月1日を目途に（初代）ファミリーマートがユニーグループHDを吸収合併するとともに、サークルKサンクスの社名を（2代目）ファミリーマートとして吸収分割してコンビニ部門を1社に集約し、3年かけてコンビニエンス事業の屋号をファミリーマートに一本化して（日本の）サークルKならびにサンクスのブランドを廃止する」と発表され、発表のとおりに（2代目）ユニーグループ・ホールディングスが（初代）ファミリーマートに吸収合併されるとともに（初代）ファミリーマートがユニー・ファミリーマートホールディングスに商号変更（2019年9月1日からの（3代目）ファミリーマート）、（2代目）ユニーグループ・ホールディングス（当時）の子会社だったサークルKサンクスが（2代目）ファミリーマートに商号変更するとともに（初代）ファミリーマートの事業を承継（のちの2019年9月1日にユニー・ファミリーマートホールディングスに合併し解散）することとなった。
この合併の後は、上田準二（初代）ファミリーマート前会長 がユニー・ファミリーマートHD社長に、（2代目）ファミリーマートの代表権のある会長を兼務する中山勇（初代）ファミマ前社長と、引き続いて（2代目）ユニー社長を兼務する佐古則男（初代）ユニーGHD元社長が副社長に、それぞれ就く。ユニーグループHDは2016年8月29日付で東京証券取引所から上場廃止となる。
このときに（2代目）ファミリーマートは、愛知県稲沢市天池五反田町1番地に所在する登記上の本店、ならびに東京都中央区晴海二丁目5番24号 晴海センタービル4-5階の本社を、いずれも東京都豊島区東池袋三丁目1番1号に移転している。この組織再編にむけて、それまでの竹内修一にかわり（2代目）ファミリーマートの社長に招かれた元リヴァンプの澤田貴司 は、ユニー・ファミリーマートホールディングスへの改称を控えていた（初代）ファミリーマートの専務取締役執行役員に2016年5月26日付で就き、（2代目）ファミリーマート発足にともない同社の社長となる時に（初代）ファミリーマート専務を退任した。
これと前後してファミリーマートは、東海地方が地盤で西日本を中心に展開し日本最古のコンビニエンスストアとも言われるココストアと同社子会社で九州地方に店舗展開するエブリワンを買収して全株式を取得し、完全子会社化した。2015年12月1日にココストアはファミリーマートに吸収合併されて解散となり、ファミリーマート内に「ココストア事業・統合本部」を設けた。2016年8月31日付でココストア、エブリワンの各ホームページが閉鎖され、以降はファミリーマートホームページ内の閉鎖案内へのリダイレクトとなる。2016年10月31日付でココストア、エブリワンの全店舗の営業終了を発表した。当初は合併後1年で完了する予定だったが、2ヶ月前倒しで約10ヶ月での完了となった。「ココストア」及び「エブリワン」の屋号は順次「ファミリーマート」にブランド転換され、統一される運びとなった。
また、これより前にファミリーマートは、ローソンによる買収計画の失敗した日本のam/pmも買収しファミリーマートへの転換をおこなった。
これらの統合により、ファミリーマート・サークルK・サンクスの3ブランドの合計店舗数は17,600店舗近くとなり、これまで合計店舗数においてコンビニ業界2位だったローソンを上回る、首位のセブン-イレブンジャパンに迫る国内最大級の規模を誇るコンビニチェーングループが誕生した。
グループ各社の本社機能は基本的に東京都港区芝浦に集約された。ただし（2代目）ユニーの本社は（初代）ユニーグループ・ホールディングスの本店所在地であった愛知県稲沢市にそのまま置かれ、その後名古屋市中村区に移転したのち、グループ離脱後にはふたたび稲沢市に戻っている。

ユニー・ファミリーマートホールディングス発足当初のロゴマーク

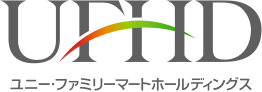
ユニー・ファミリーマートホールディングスの2代目ロゴマーク

2016年9月1日の合併と同時に同社のシンボルマークならびに企業理念およびブランドステートメントが発表された。あらたな同社の企業理念およびブランドステートメントは「くらし、たのしく、あたらしく」 である。同日にファミリーマートもロゴマークを24年ぶりに刷新し、緑と水色の間に細目の白が入ったマークが登場した。このときユニー・ファミリーマートホールディングスのシンボルマークとして、ファミリーマートのイメージカラーの緑色の「F」とユニーグループのイメージカラーのオレンジの「U」の組み合わせたものが採用されたが、同月中旬に同社のHPからシンボルマークは削除された。シンボルマークはしばらく削除されたままとなっていたが、2017年9月1日に復活し「UFHD」のロゴマークとなった。
2017年8月、ユニー・ファミリーマートHDはディスカウントストア「ドン・キホーテ」などを傘下に持つドンキホーテホールディングス（ドンキHD、現・パン・パシフィック・インターナショナルホールディングス=PPIH）と資本・業務提携。この過程の中で、ユニーの株式の一部をドンキHDに売却し、GMS事業からは一歩引いた形となった。一方で、ユニー・ファミリーマートHDはドンキHDを持分法適用会社とすべくTOBを実施するが、これは失敗に終わった。
2018年4月19日、伊藤忠商事が持分法適用会社のユニー・ファミリーマートHDの株式公開買い付け（TOB）で出資比率を約41.5％から50.1％に引き上げ、子会社化する。出資額は1200億円。その背景には、2017年12月20日、ソフトバンクグループ（株）孫正義会長兼社長が伊藤忠の岡藤正広会長CEOにユニー・ファミマHDの共同買収を提案していた。時価総額が1兆円のユニー・ファミマHD（セブン&アイ・ホールディングスは4兆円以上）を、伊藤忠が50.01%子会社化することにより買収されるリスクは低くなる。
2019年1月4日付けでドンキHDが282億円で残株式60%をユニー・ファミリーマートHDから取得し、ユニーはパン・パシフィック・インターナショナルホールディングスの完全子会社となり、ユニー・ファミリーマートHDとしてはコンビニエンスストア事業に特化する形となった。
2019年9月1日付けでユニー・ファミリーマートHDは完全子会社のファミリーマートを吸収合併し事業会社へ変更後、社名を「ファミリーマート」にした。
結果、サークルKサンクスを傘下に持つユニー・グループをファミリーマートが合併し、のちにサークルKサンクス以外のユニーを再分離した構図となった。

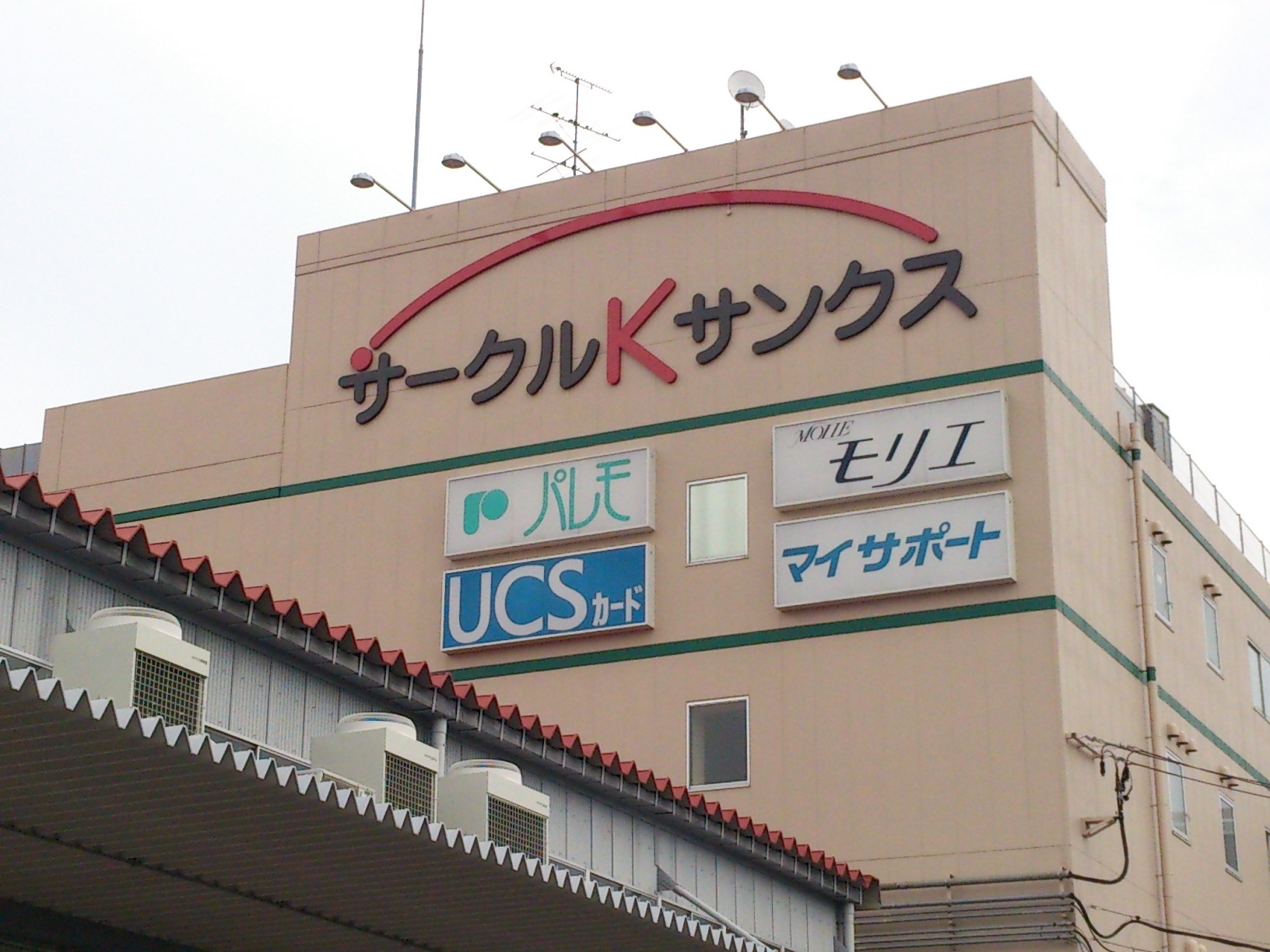
かつてのサークルKサンクス 稲沢事務所

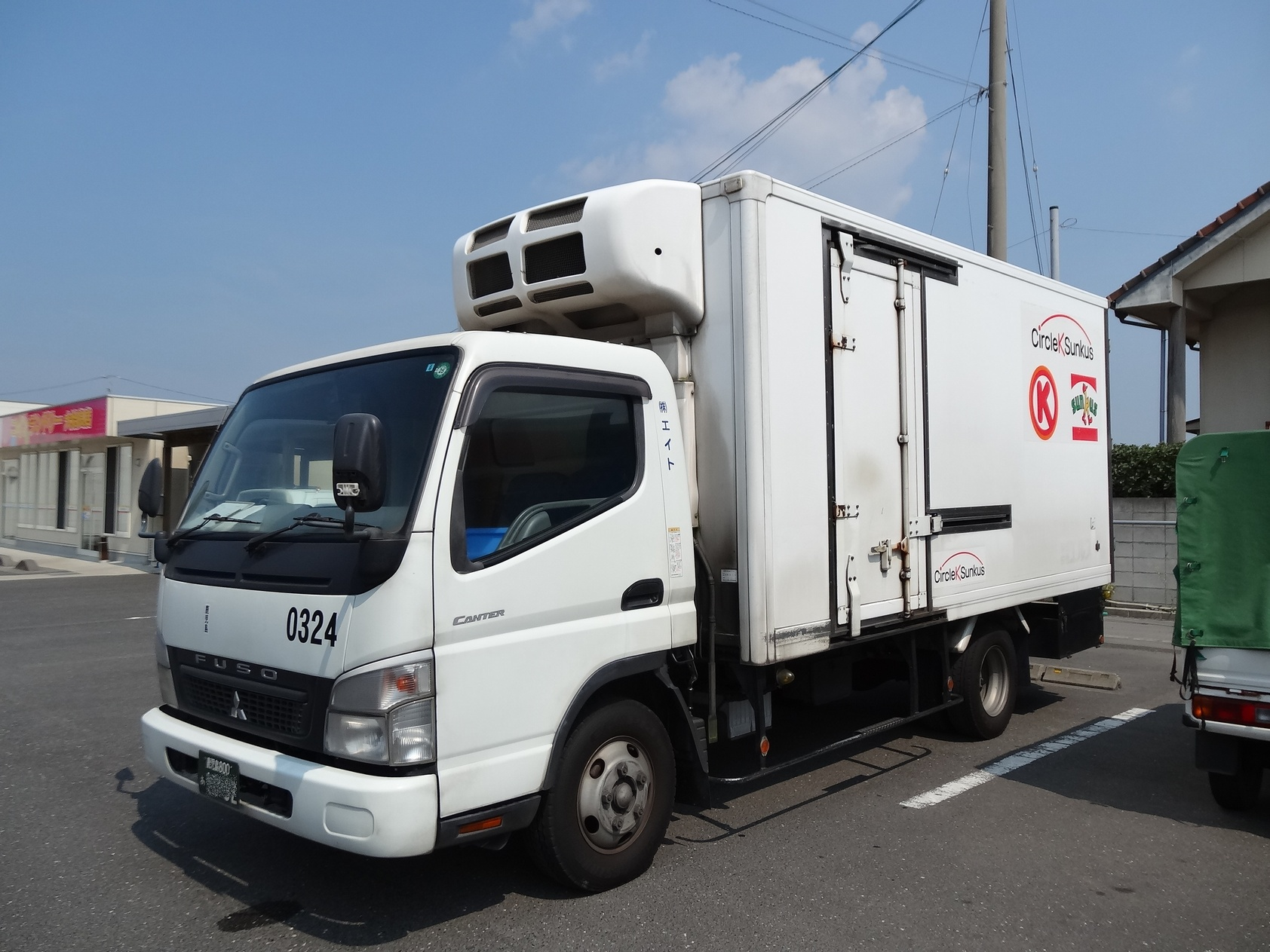
サークルKサンクス当時の配送トラックの一例（三菱ふそう・キャンター）

なお、この変遷の中で同社に合併し解散した2代目ファミリーマートが、前身である株式会社サークルKサンクス（サークルケイサンクス、英:Circle K Sunkus Co., Ltd.、略称:CKS） だった当時はユニーグループ・ホールディングス（以降、一部UGHDと略記）の完全子会社だった。日本でコンビニエンスストアのサークルKおよびサンクスを運営していた企業であり、コーポレート・スローガンは「いちばんの満足をあなたに」としていた。
当時コンビニチェーンとしては業界第4位。グループ総店舗数は6242店（サークルK3273店舗、サンクス2969店舗）（2013年（平成25年）2月末現在）であった。サークルKは設立当初よりユニー傘下、サンクスはもともと長崎屋の傘下であったが、2001年（平成13年）に持株会社の下で経営統合し、その後合併し誕生したのがこのサークルKサンクスである。合併後もサークルKやサンクスの屋号を統合することはなかったが、新たな店舗ブランドとしてフォークトークを一店舗のみ出店したことがある。
1985年（昭和60年）6月に当時親会社だったユニー（初代）が一部出資してサークルKコンビニエンスストアーズ有限公司を設立し香港へサークルKの出店を開始した以外は、かつて同社は世界進出に消極的であった。だが、2012年（平成24年）11月にマレーシアでMOFAZ（モファス）社と共に合弁会社を設立することを発表し、2013年（平成25年）秋からサークルKブランドでの出店を決めており、同年11月、同国に1号店をオープンさせた。しかしながら、当社による世界展開は2015年（平成27年）7月に撤退を決めている。
2013年（平成25年）にサークルKとサンクス両ブランドの統合も視野に入れ始めるという報道があったが、2015年（平成27年）3月には、同業者のファミリーマートとの経営統合（正確にはサークルKサンクスの親会社であるユニーグループ・ホールディングスとファミリーマートの統合）へ向けた協議に入ることが報じられ、翌2016年（平成28年）1月27日、同年9月を目途にファミリーマートがUGHDを吸収合併してサークルKサンクスの社名をファミリーマートに改称し、旧ファミリーマートの事業を吸収分割にて継承。そこから約3年かけ、サークルKとサンクスの店舗を順次ファミリーマートに転換すると発表した。この統合により、サークルK、サンクス、ファミリーマートの3ブランドの合計店舗数は17600店舗近くとなり、同業者首位のセブン-イレブン・ジャパンには及ばないものの、肉薄する最大級のコンビニチェーングループとなった。
しかしながら、事業統合後のサークルKサンクス店舗とファミリーマート店舗の近隣・隣接同士の店舗事例も多いことから、不振店閉鎖の取っ掛かりとして旧サークルKサンクス1000店規模の閉店、もしくは一部の店舗を移転させる可能性があると報道され、この影響で実際には同業者首位「セブン-イレブン」の店舗数に並ぶことはなかった。
2016年（平成28年）9月1日にサークルKサンクスの親会社であるUGHDが当時コンビニエンスフランチャイザー大手のファミリーマートに吸収合併されユニー・ファミリーマートホールディングス（UFHD）となり解散したのに併せ、サークルKサンクスは（初代）ファミリーマートから吸収分割により事業部門（ファミリーマートの運営）の譲受を受け、同日から社名を株式会社ファミリーマート（2代目）に変更した。社名変更の当日、旧サークルK店だった「晴海センタービル店」（東京都江東区）・「昭和塩付通1丁目店」（名古屋市昭和区）および旧サンクス店だった「大阪ビジネスパーク店」（大阪市中央区）がファミリーマート転換1号として看板替えおよび改装開店。
その後サークルKサンクスのサイトが2018年11月30日のサークルK・サンクスの営業終了と同時に閉鎖。ドメインも2019年4月30日に更新手続き期限が切れ、所有者であるファミリーマートが再取得に向けた動きも起きなかった事から同年6月1日にGMOインターネットが該当ドメインを取得。同社が運営しているオークションサイトに出品し、6月18日に6000万300円で第三者が落札したと発表した。なお、ファミリーマートはネットメディアの取材に対し、該当ドメインを再利用する事や落札者からドメインを買い直す事も無いと明らかにしている。また、公式Twitter も既に削除されている。
前述の通り2019年（令和元年）9月1日、事業会社の（2代目）ファミリーマートがUFHDに吸収合併（併せてUFHDの社名を「ファミリーマート」に変更）されたことで、サークルKサンクスを引き継いだ同社の法人格が消滅した。
サークルKサンクス時代に配置されていた地域事務所は下記の通り。
- 札幌事務所（札幌市中央区）
- 函館事務所（北海道函館市）
- 青森事務所（青森市）
- 岩手事務所（盛岡市）
- 仙台事務所（宮城県名取市）
- 秋田事務所（秋田市）
- 庄内事務所（山形県鶴岡市）
- 山形事務所（山形市）
- 福島事務所（福島市）
- 水戸事務所（水戸市）
- 北関東事務所（宇都宮市）
- 群馬事務所（前橋市）
- 西千葉事務所（千葉市稲毛区）
- 足立事務所（足立区）
- 光が丘事務所（練馬区）
- 調布事務所（東京都調布市）
- 本厚木事務所（神奈川県厚木市）
- 横浜事務所（横浜市港北区）
- 新潟事務所（新潟市中央区）
- 富山事務所（富山市）
- 北陸事務所（金沢市）
- 福井事務所（福井市）
- 長野事務所（長野市）
- 松本事務所（長野県松本市）
- 伊那事務所（長野県伊那市）
- 可児事務所（岐阜県可児市）
- 羽島事務所（岐阜県羽島市）
- 焼津事務所（静岡県焼津市）
- 浜松事務所（浜松市東区 (現中央区) ）
- 豊橋事務所（愛知県豊橋市）
- 岡崎事務所（愛知県岡崎市）
- 刈谷事務所（愛知県刈谷市）
- 昭和事務所（名古屋市昭和区）
- 春日井事務所（愛知県春日井市）
- 稲沢事務所（愛知県稲沢市）
- 四日市事務所（三重県四日市市）
- 松阪事務所（三重県松阪市）
- 京都事務所（京都市山科区）
- 大阪事務所（大阪市旭区）
- 豊中事務所（大阪府豊中市）
- 岸和田事務所（大阪府岸和田市）
- 明石事務所（兵庫県明石市）
- 奈良事務所（奈良市）
- 岡山事務所（岡山市北区）
- 広島事務所（広島市南区）
- 福岡事務所（福岡市中央区）

その他、オーナー向けの説明会会場として地方のサークルK店の空き部屋を臨時事務所とする場合があった。
- 能登事務所（石川県羽咋市）
- 高山事務所（岐阜県高山市）

これらの各事務所は、サークルKサンクスがファミリーマート（2代）となりファミリーマート（初代）の事業を承継した際にファミリーマートの地区事務所と整理された。ファミリーマートに名前を変えてそのまま存続している事務所もあれば、移転・統合した事務所もある。

### 伊藤忠商事による株式公開買付け（TOB）
2020年8月28日に伊藤忠商事（伊藤忠）99%出資子会社のリテールインベストメントカンパニーが株式公開買付け（TOB）を実施し15.61%の株式を取得する。11月12日に東京証券取引所第一部上場廃止し、11月16日に株式併合を実施した。
このTOBを巡り、伊藤忠などが提示した買付け価格（1株2300円）が安すぎるとして、TOBに応募しなかった（後に同額でのスクイーズアウトに同意）一部の元株主が東京地方裁判所（東京地裁）に提訴。2023年3月、同裁判所は「伊藤忠によるTOBの際にファミリーマートが設置した特別委員会が十分に機能しておらず、一般に公正と認められる手続きによって行われたものではない」と指摘した上で「公正な価格とは言えない」と判断。適正価格を300円高い2600円と決定した。この事を報じた複数の報道機関は日本の裁判所がTOBの価格を見直すのは異例としている。
2023年4月、ファミリーマートは東京高等裁判所（東京高裁）に対して、東京地裁の決定に対する即時抗告を行ったことを発表した。また、原告である元株主のうち、香港の投資ファンドであるオアシス・マネジメントも東京高裁に抗告していることが報じられている。
2024年10月、東京高裁も「伊藤忠が提示した取引価格は安すぎだ」として、ファミリーマートによる抗告を棄却した。

### 年表
法人格ごとに分けて記述する。

#### （初代）サークルケイ・ジャパン株式会社
- 1984年（昭和59年）1月26日 - ユニー株式会社（のちのユニーグループ・ホールディングス株式会社）の完全子会社としてサークルケイ・ジャパン株式会社を設立し、国内のサークルK135店舗を引継ぐ。
- 1986年（昭和61年）
  - 3月 - 株式会社亀屋みなみチェーン（本社・青森県青森市）とエリアフランチャイズ契約締結、株式会社サークルケイ・ノースジャパン設立。
  - 3月3日 - 100%子会社、サークルケイ・システムサービス株式会社設立。
- 1987年（昭和62年）4月 - 天満屋（本社・岡山県岡山市）とエリアフランチャイズ契約締結、サークルケイ・ウエストジャパン株式会社設立。
- 1989年（昭和64年）1月1日 - 株式の額面変更を目的とする合併により、（2代目）サークルケイ・ジャパン株式会社に合併され解散。

#### 株式会社第一製材 / （2代目）サークルケイ・ジャパン株式会社 / 株式会社シーアンドエス
- 1973年（昭和48年）4月5日 - 株式会社第一製材として会社設立（名古屋市中区）。
- 1988年（昭和63年）7月29日 - 商号を株式会社第一製材から（2代目）サークルケイ・ジャパン株式会社に変更し、本社を名古屋市中村区に変更。
- 1989年（昭和64年）1月1日 - （初代）サークルケイ・ジャパン株式会社を合併。
- 1990年（平成2年）7月 - サークルケイ・ウエストジャパン株式会社の株式を所有する株式会社天満屋が、サークルケイ・ジャパンに全株式譲渡。天満屋グループが離脱し、100%子会社、株式会社サークルケイ・ウエストジャパン設立。同年10月継承営業開始。
- 1991年（平成3年）6月 - 株式会社サークルケイ・ウエストジャパンを吸収合併。
- 1993年 (平成5年)2月12日- 名古屋市総合体育館を会場にて同社主催のスーパーライブ初開催[45][注 8][46]。
- 1995年（平成7年）
  - 3月22日 - 新業態、惣菜・米飯・焼き立てパンなどのテイクアウト店「デリ・エッコ・クラブ」を名古屋市中区伏見に出店。
  - 10月6日 - 名古屋証券取引所第二部に上場。
- 1996年（平成8年）
  - 5月14日 - サークルケイ四国を設立。
  - 9月11日 - 東京証券取引所第二部に上場。
- 1997年（平成9年）
  - 5月27日 - 春日井市藤山台店の隣接にてコインランドリー「洗楽倶楽部」の実験店をFCで受託。
  - 9月1日 - 東証および名証の第一部に上場。
- 1998年（平成10年）10月 - サンクスアンドアソシエイツと資本・業務提携[47]。
- 2000年（平成12年）
  - 7月3日 - ときめきドットコム株式会社をサンクスアンドアソシエイツ、ユニー（初代）、富士通、トヨタ自動車など計17社による共同出資で設立。
  - 8月 - 本社を愛知県名古屋市中村区から愛知県稲沢市（本店所在地）へ移転。
- 2001年（平成13年）
  - 7月1日 - 商号を株式会社シーアンドエスに変更。株式会社サンクスアンドアソシエイツと株式交換し、同社を完全子会社化。また、本社を愛知県稲沢市から東京都中央区京橋へ移転。
  - 7月2日 - 新設分割により、完全子会社として（3代目）サークルケイ・ジャパン株式会社（後に株式会社サークルKサンクスをへて株式会社ファミリーマート（2代目）となったのち消滅。以下同じ）を設立。
  - 10月22日 - 株式を1株から1.2株に分割[48]。
- 2003年 (平成15年)
  - 10月14日 - 2004年9月1日付けで、サンクスアンドアソシエイツ、（3代目）サークルケイ・ジャパンとの三社間で、（3代目）サークルケイ・ジャパンを存続会社とする、合併覚書を締結[49]。
  - 12月 - 日本郵政公社との提携[50]。
- 2004年 (平成16年)
  - 2月27日 - 前年10月の合併覚書に基づき、三社間の合併契約書を締結[51]。
  - 8月26日 - 東証および名証第一部上場廃止。
  - 9月1日 - 完全子会社である（3代目）サークルケイ・ジャパン株式会社を存続会社とする合併により株式会社サンクスアンドアソシエイツとともに消滅。

#### （3代目）サークルケイ・ジャパン株式会社 / 株式会社サークルKサンクス / （2代目）株式会社ファミリーマート
- 2001年（平成13年）
  - 7月2日 - 株式会社シーアンドエスの新設分割により、同社の完全子会社として（3代目）サークルケイ・ジャパン株式会社設立。
  - 8月1日 - サークルケイ・ノースジャパンと資本提携を締結。
- 2003年（平成15年）3月1日 - サークルケイ・ノースジャパンを運営する亀屋みなみチェーンがコンビニエンスストア事業から撤退し、サークルケイ・ジャパンが設立したシーケー東北へ事業譲渡。
- 2004年（平成16年）
  - 2月9日 - 本社を東京都中央区から東京都江東区塩浜へ移転。
  - 6月1日 - サークルケイ・ジャパンがシーケー東北株式会社を吸収合併[52]。
  - 8月2日 - 株式会社シーアンドエスに代わり、完全子会社サークルケイ・ジャパン株式会社（上場時・株式会社サークルKサンクス）のテクニカル上場が、承認される[53]。
  - 9月1日 - 親会社である株式会社シーアンドエス、および同社の子会社でサンクスを運営していた株式会社サンクスアンドアソシエイツを吸収合併し、商号を株式会社サークルKサンクスに変更。東京証券取引所、名古屋証券取引所の市場第一部にテクニカル上場[注 9]。
  - 9月30日 - 同社の運営するサークルK・サンクスにてクレジットカードによる決済開始。
- 2005年（平成17年）
  - 4月 - 同社の運営するサークルK・サンクスにてプリペイド型電子マネー「Edy（現：楽天Edy）」による決済開始。KARUWAZA CLUBカードを全国に展開[54]。
  - 7月1日 - サンクス北関東設立。
- 2006年（平成18年）
  - 1月23日 - ユニーと合弁で、生鮮コンビニエンスストア運営会社の株式会社99イチバ設立。
  - 1月31日 - エリアフランチャイザー・栄興サンクスとの契約を解除。
  - 3月1日 - サンクス西四国を完全子会社化。
  - 9月27日 - イートイン機能を持ったコンビニ「フォークトーク」を東京・八重洲に開店[26]。
  - 12月11日 - 本社を東京都江東区から東京都中央区晴海へ移転。
- 2007年（平成19年）- 秋から順次、同社の運営するサークルK・サンクスにてポストペイ型電子マネー「iD」「QUICPay」「Smartplus/VISA TOUCH」の決済が可能となった。QUICPay、Smartplus/VISA TOUCHは2008年1月21日から、iDは2008年4月14日から取り扱い[55]。
- 2008年（平成20年）
  - 2月18日 - 同社の運営するサークルK・サンクスにてりそな銀行を主幹事としてBank Timeサービス開始。
  - 2月21日 - 孫会社の株式会社ドゥネクストを子会社化。
  - 4月14日 - 同社の運営するサークルK・サンクス全店でiD決済取り扱いの開始。
- 2009年（平成21年）
  - 1月27日 - 神奈川県と地産地消の推進など12の事業を盛り込んだ「連携と協力に関する包括協定」を締結。
  - 2月9日 - 長野県と災害時における「災害救助に必要な物資の調達・運搬に関する協定」を締結。
  - 2月12日 - 千葉県と「災害時の物資供給等に関する協定」を締結。
  - 2月27日 - 北海道と食の振興や観光振興など8項目における「連携と協力に関する包括協定」締結。
  - 3月16日 - 静岡県と9つの事項において、また、地域活性化に向けた包括的な連携協定を締結。
  - 3月26日 - 愛知県と「災害時における応急生活物資供給等の協力に関する協定」を締結。
  - 4月24日 - 鹿児島県と9つの事項において、鹿児島県の地域活性化に向けた包括的な連携協定を締結。
  - 5月27日 - 秋田県と「連携と協力に関する包括協定」を締結。
  - 6月1日 - 岩手県と8分野における事業に連携して取り組むことに合意し、包括協定を締結。
  - 6月5日 - 岡山県と「連携と協力に関する包括協定」を締結。
  - 6月17日 - 奈良県と「緊急物資供給協定」を締結。
  - 8月1日 - 宮城県と地産地消の推進や地域の農林水産物、加工品の販売に関すること等「連携と協力に関する包括協定」を締結。
  - 8月25日 - 高知県と県産品の販路拡大と商品開発はじめ、5項目における「連携と協力に関する包括協定」締結。
  - 12月1日 - 新潟県と県産品の販売促進や県政情報の発信、観光情報の提供等における「連携と協力に関する包括協定」を締結。
  - 12月10日 - 埼玉県と「災害時における物資の供給に関する協定書」を締結。
  - 12月14日 - 名古屋市と市民サービスの一層の向上と地域の活性化などを図るための「連携と協力に関する包括協定」を締結。
  - 12月21日 - 株式会社ココカラファイン ホールディングスと、コンビニとドラッグストア融合の新業態開発・共同出店・共同販促などで業務提携締結。
- 2010年（平成22年）
  - 1月12日 - 株式会社日本カーシェアリングと提携。カーシェアリングサービスの導入を開始。
  - 1月20日 - 熊本県と「災害時における徒歩帰宅者の支援に関する協定」を締結。
  - 2月17日 - 山形県と「連携と協力に関する包括協定」を締結。
  - 3月1日 - 株式会社サンクス・ホクリアを完全子会社化。
  - 5月20日 - エリアフランチャイザー・CVSベイエリアを提訴。
  - 7月5日 - 石川県輪島市と「災害時における物資の供給に関する協定書」を締結。
  - 7月14日 - 同社の運営するサークルK・サンクスのうちJR東日本エリア全店でSuica決済を導入。
  - 8月2日 - サンクスアンドアソシエイツ東四国、サークルケイ四国と共に、香川県と「連携と協力に関する包括協定」を締結。
  - 9月1日 - 鹿児島県と「災害時における徒歩帰宅者の支援に関する協定」を締結。
  - 9月2日 - 石川県と「災害時における徒歩帰宅者の支援に関する協定」を締結。
  - 9月27日 - 北海道のサンクス全店舗でKitacaを、滋賀県・京都府・兵庫県・大阪府・奈良県・和歌山県・岡山県のサークルKとサンクス全店舗、及び広島県のサンクス各店（島嶼部の店舗を除く）にICOCAを、福岡県のサンクス全店舗と熊本県・鹿児島県のサンクス一部店舗にSUGOCAを導入。
  - 11月4日 - 兵庫県と「連携と協力に関する包括協定」を締結。
- 2011年（平成23年）
  - 1月26日 - 静岡県・岐阜県・三重県のサークルKとサンクスの計800店に、JR東海のTOICAを導入。
  - 2月3日 - 福島県と「災害時における徒歩帰宅者の支援に関する協定」を締結。
  - 3月1日 - サンクス東埼玉を完全子会社化。
  - 3月7日 - 愛知県のサークルKとサンクスの計1040店で、manacaを導入。
  - 3月31日 - 名鉄産業とのフランチャイズ契約満了。
  - 7月1日 - エリアフランチャイザー・サンクスアンドアソシエイツ富山（71店舗）との契約満了。
  - 11月24日 - 株式会社JALUXと業務提携契約を締結。
  - 12月16日 - CVSベイエリアと訴訟上の和解が成立。
- 2012年（平成24年）
  - 2月2日 - 同社の運営するサークルK・サンクス店舗にて東京スター銀行と共同で展開している「ゼロバンク」ATMを夏ごろを目処に終了し、りそな銀行と共同で行っている「バンクタイム」に移行すると発表。
  - 2月16日 - 宮城県石巻市で移動販売車「WAKUWAKU号」による移動販売を開始。また、ユニーがサークルKサンクスの全株式の取得を目的とする公開買い付けを発表[56]。
  - 2月21日 - 所有する99イチバの株式を同社に無償譲渡し、生鮮コンビニ事業から撤退。
  - 2月29日 - CVSベイエリアとのエリアフランチャイズ契約満了。
  - 3月 - KDDIの公衆無線LANサービス「au Wi-Fi SPOT」の提供を開始、同年秋目処に全店で導入予定[57]。
  - 3月27日 - 羽田空港第一ターミナルビル1F内にJALUXと業務提携コラボ1号店、「ブルースカイ・サンクススカイ アライバルショップ」開店。
  - 6月27日 - 同社の運営するサークルK・サンクス店舗におけるゆうパックの取り扱いを同日夕方付けの取集をもって終了（サークルK・サンクス店内設置の郵便ポストのサービスも終了し、撤去）し、以降ヤマト運輸の宅急便（クロネコメール便を含む）に切り替え[58][59]。
  - 7月19日 - 東京証券取引所および名古屋証券取引所において上場廃止。
  - 9月11日 - ユニーの完全子会社となる。
  - 11月28日 - 同社の運営するサークルK・サンクスのうち関西地区・三重県の計1,141店に、PiTaPaショッピングサービスを拡大導入。
  - 12月1日 - サンクス青森を吸収合併。
- 2013年（平成25年）
  - 1月1日 - 名古屋市に本社を置くめいらくグループに代わって、AMラジオ局での時報提供を開始。期間は当面1年間。
  - 1月11日 - サンクスアンドアソシエイツ東四国とのエリアフランチャイズ契約満了。同社との和解条件により香川県・徳島県の30店舗を本部が承継。
  - 2月21日 - ユニーグループ・ホールディングスの完全子会社となる。
  - 4月11日 - Circle K Storesとの間で、アジアでコンビニエンスストアCircle Kのライセンス事業に行う合弁企業サークルKアジアの設立に合意[60]。
  - 8月20日 - 南九州サンクスとのエリアフランチャイズ契約満了、熊本・鹿児島県内の全サンクス店舗が閉店[61]。
  - 9月1日 - サンクス北関東を吸収合併。
- 2014年（平成26年）
  - 3月1日 - サンクス西埼玉、サンクス東埼玉を吸収合併。
  - 3月31日 - サンクス京阪奈がエリアフランチャイズ契約を解除。
  - 6月1日 - サンクス・ホクリアを吸収合併。
  - 6月25日 - サークルケイ四国が業態開発した「K'sCAFE」が、サンクス晴海フロント店に併設出店し、首都圏に初出店[62]。
  - 6月27日 - コンビニエンスストアの商品・サービスに加えて生鮮品や店内調理の惣菜などの品揃えを強化した新業態1号店「サークルKフレッシュ今池南店」オープン[63]。
  - 12月1日 - サークルケイ四国を完全子会社化[64]。
- 2015年（平成27年）7月24日 - 他国からの撤退を決め、Circle K Storesとの合弁を解消[65]。
- 2016年（平成28年）
  - 2月3日 - 9月をめどにしたファミリーマート(初代法人)との経営統合を正式に発表[30]。
  - 8月1日 - サンクス東海のコンビニエンスストア事業（108店舗）を吸収分割方式により承継[66]。
  - 9月1日 - 親会社ユニーグループ・ホールディングスがファミリーマート（初代法人）に吸収合併されると同時にあわせて、ファミリーマート（初代法人）のコンビニエンスストア（CVS）事業を吸収分割により承継し、商号を（二代目）株式会社ファミリーマートに改める[67]。同時に本社・本店を東京都豊島区へ移転[11]。社長には、先だってファミリーマート旧法人の専務に就いていた澤田貴司が就任[12]。初代ファミリーマートは同日にユニー・ファミリーマートホールディングスへ商号変更[68]。
  - 10月31日 - ココストアの屋号を廃止しファミリーマートに統一[69]。
- 2017年（平成29年）
  - 2月末 - 同社の運営するファミリーマート・サークルK・サンクスの3ブランド間で商品を統合した[70][71][72]。
  - 3月1日 - 会社分割により完全子会社のサークルケイ四国・サンクス西四国（いずれも前日付で解散）の事業を承継。またゼロネットワークスを吸収合併[73]。
  - 6月末 - ファミリーマート・サークルK・サンクス間で物流拠点を統合した[72][74]。
  - 7月1日 - 内閣府により災害対策基本法第二条第五号の規定により内閣総理大臣が指定する指定公共機関に指定[75]。
  - 8月1日 - 同社の運営するサークルK・サンクス店舗にてTポイントサービス開始[76]。店舗で配布されるTカードは、ファミリーマートの店舗と同じく（クレジット機能なしの）ファミマTカードだが、一部のサービスはブランド転換後に提供される。
  - 9月30日 - 同社の運営するサークルK・サンクスにて楽天ポイントサービス取り扱い終了[77]。
  - 10月1日 - 同社の運営するサークルK・サンクス店舗にてTポイントプラスおよび今お得（ファミマTカード会員限定）サービス開始。
  - 11月1日 - サークルKサンクス公式サイト上にあるファミリーマートと共通の情報（商品・セール・キャンペーン等）へのリンクが、ファミリーマート公式サイトの該当ページへ転送されるようになった[78]。
- 2018年（平成30年）
  - 9月下旬 - 11月30日付けで、サークルK・サンクスのホームページ、アプリ、+K会員サービスの終了[79] が発表された。
  - 11月30日 - サークルK・サンクスの屋号を廃止、両ブランドともファミリーマートへの転換により38年の歴史に幕を閉じる[72][80][81]。経営統合時には2019年2月までの廃止が計画されていたが、計画よりも前倒しされる可能性があるとしており[82]、親会社のユニー・ファミリーマートホールディングスが2017年4月に発表した中期経営計画において、ファミリーマートに転換した店舗の売上が好調なことなどから同年8月に前倒しされる予定で全国的な転換を進めていた[83]。しかし同年7月12日の報道で3か月程延期されることが報じられていた[80][81]。このブランド統合にともない、サークルKサンクス関連のサービスが終了した[79]。
- 2019年（平成31年・令和元年）
  - 2月12日 - 本社を東京都港区芝浦のmsb Tamachi 田町ステーションタワーSに移転[84][注 10]。
  - 9月1日 - 同社が親会社であるユニー・ファミリーマートホールディングス株式会社に吸収合併されて、法人格が消滅[85]。同日、ユニーファミリーマートホールディングス株式会社（旧:初代・株式会社ファミリーマート）の商号が（3代目）株式会社ファミリーマートとなる[86]。

#### 株式会社ジョナス / （初代）株式会社ファミリーマート / ユニー・ファミリーマートホールディングス株式会社 / （3代目）株式会社ファミリーマート
- 1948年（昭和23年）8月19日 - 株式会社ジョナス設立[2]。
- 1981年（昭和56年）9月1日 - 休眠会社の株式会社ジョナスが西友ストアーからCVS事業であるファミリーマート運営[注 11] の営業譲渡を受け、商号を株式会社ファミリーマート（初代）に変更。
- 1984年（昭和59年）11月 - 日本フランチャイズチェーン協会に入会。
- 1985年（昭和60年）4月 - 綜合酒販センター（現在のイズミック、愛知県名古屋市）と合弁会社株式会社中部ファミリーマートを設立、同社とエリアフランチャイズ契約を締結し、愛知県、岐阜県、三重県に於いてフランチャイズ展開を開始。
- 1987年（昭和62年）
  - 10月2日 - リウボウ（沖縄県那覇市）との合弁で株式会社沖縄ファミリーマートを設立、エリアフランチャイズとなる。
  - 12月7日 - 東京証券取引所の市場第二部に株式上場。
- 1988年（昭和63年）8月 - 全家便利商店有限公司を設立し、台湾に於いてフランチャイズ展開を開始。
- 1989年（平成元年）
  - 3月1日 - 松早コンビニエンス・ストア（長崎県長崎市）との合弁で株式会社松早ファミリーマートを設立、エリアフランチャイズとなる。
  - 4月1日 - 岩田屋（福岡県福岡市）と合弁で株式会社アイ・ファミリーマートを設立、同社とエリアフランチャイズ契約を締結し、福岡県、熊本県、大分県および佐賀県に於いてフランチャイズ展開を開始。
  - 8月1日 - 東京証券取引所の市場第一部銘柄に指定。
- 1990年（平成2年）
  - 3月1日 - ユース（現在のバローホールディングス、福井県福井市）と合弁で株式会社北陸ファミリーマートを設立、同社とエリアフランチャイズ契約を締結し、福井県、石川県、及び富山県に於いてフランチャイズ展開を開始。同年12月1日には富山県高岡市野村に「高岡のむら店」を開店し、富山県への出店を開始[87]。
  - 7月 - 普光ファミリーマート（大韓民国ソウル特別市）との間で技術導入並びにサービスマークライセンス契約を締結し、大韓民国に於いてフランチャイズ展開を開始。
- 1992年（平成4年）9月 - 株式会社サイアム・ファミリーマート設立。
- 1993年（平成5年）4月12日 - 本坊商店との合弁で株式会社南九州ファミリーマートを設立、鹿児島県・宮崎県のエリアフランチャイズとなり、6月に鹿児島県へ出店開始。翌年9月には宮崎県へ出店開始。
- 1995年（平成7年）9月 - 中部ファミリーマートを合併。
- 1998年（平成10年）2月 - 筆頭株主が西友から伊藤忠商事になったことで、ポールサインを変更。
- 2000年（平成12年）
  - 5月19日 - ファミマ・ドット・コム設立
  - 9月1日 - アイ・ファミリーマートおよび北陸ファミリーマートを吸収合併。
- 2001年（平成13年）5月14日 - 東近畿地域スパー本部から65店舗を譲受。
- 2002年（平成14年）6月29日 -  松早ファミリーマートを完全子会社化。9月1日に同社を吸収合併。
- 2003年（平成15年）
  - 1月29日 - 滋賀県、京都府で店舗を展開していた京滋セイコーマートから28店舗を譲受
  - 8月 - 会員情報漏洩問題について調査委員会による調査を開始。11月には18万2780名分の会員情報漏洩を認め、社長ら6人の役員を減給する処分を発表。当該会員にはQUOカード1000円券を送付。
- 2004年（平成16年）
  - 5月18日 - 兵庫県南西部、鳥取県東部で店舗を展開していた兵庫セイコーマートから11店舗を譲受。
  - 7月26日 - 上海福満家便利有限公司を設立し、上海への出店を開始。
  - 8月11日 - キャメルマートジャパンから10店舗営業財産の一部とともに譲受。
- 2005年（平成17年）
  - 4月1日 - JAいずも（当時）とフランチャイズ契約締結。
  - 10月27日 - 連結子会社の株式会社MBEジャパンの株式を株式会社オフィス24に譲渡。
- 2006年（平成18年）
  - 1月 - セイコーマートの子会社である北海道札幌市の株式会社丸ヨ西尾（現：セイコーフレッシュフーズ）と合弁で株式会社北海道ファミリーマートを設立、エリアフランチャイズとなる。
  - 3月 - 良品計画との資本再提携を発表。
- 2007年（平成19年）
  - 5月28日 - NTTドコモと資本・業務提携に合意。
  - 7月3日 - 西武鉄道と新しい形態の駅売店「TOMONY」の共同運営を開始。
- 2009年（平成21年）
  - 2月4日 - イオンと業務提携。2009年秋より、電子マネーのWAON導入予定と記者会見報告。
  - 9月28日 - 筆頭株主のファミリーコーポレーション（ファミリーマート向け物流事業等を行う伊藤忠商事子会社）が、保有する全株式（31.46%）を伊藤忠商事に譲渡し、同社が筆頭株主（31.55%）となる[88]。
  - 11月13日 - am/pmを総額120億円で買収と発表、am/pmの店舗を原則として「ファミリーマート」へ一元化と公表[89][90]。12月28日に株式会社エーエム・ピーエム・ジャパンの全株式を1円で、同社に対する貸付債権を簿価で、それぞれレックス・ホールディングスから取得して、完全子会社化。
- 2010年（平成22年）
  - 3月1日 - エーエム・ピーエム・ジャパンを合併[91]。
  - 6月4日 - 九州でam/pmのフランチャイジーとなっていたJR九州リテールと、九州地区（宮崎・鹿児島両県の大部分[注 12] および沖縄県を除く）におけるファミリーマート店展開に関する基本合意を締結[注 13]。7月9日には同社と共同エリア・フランチャイズ契約を締結[92]。7月27日の博多駅前3丁目店オープン[93] を皮切りに、2011年までに九州の「am/pm」及び同社の独自ブランド「生活列車」は順次「ファミリーマート」に転換された。
  - 9月14日 - クラブ・ウィルビーとの協働で、おとなコンビニ研究所設立。
- 2011年（平成23年）
  - 1月7日 - カッパ・クリエイトが同社保有のエーエム・ピーエム・関西の全株式をファミリーマートに譲渡すると発表。am/pmとは2015年までエリアフランチャイズ契約があり、am/pmの店舗の転換は未定とされたが、今回のファミマへの経営統合により、2012年（平成24年）2月までをめどにファミマへ転換する方針となった。後の4月1日にファミマに吸収合併され解散した。
  - 3月29日 - 名古屋鉄道と基本契約を締結[94] し、同年3月30日より名鉄産業のフランチャイズによりファミリーマート エスタシオ店の展開を開始。
  - 12月10日 - am/pmの屋号を廃止しファミリーマートに統一[95]。
- 2012年（平成24年）
  - 1月31日 - 多摩都市モノレールと同社の営業施設運営に関する業務委託契約を締結。
  - 3月5日 - 株式会社シニアライフクリエイトの株式譲渡契約を締結。
  - 5月23日 - ヒグチ産業株式会社（大阪府東大阪市）とフランチャイズ契約を締結し、「ファミリーマート＋薬ヒグチ淡路町店」を出店。
  - 11月29日 - 伊藤忠商事、AyalaグループとRustanグループの合弁会社SIAL CVS RETAILERS, INC.と合弁でPhilippine FamilyMart. CVS, Inc設立。
- 2013年（平成25年）
  - 4月8日 - 大賀薬局(福岡市)、コメヤ薬局(石川県白山市)、エフケイ(埼玉県富士見市)、宮本薬局(板橋区)と包括的業務提携を締結。
  - 5月1日 - ファーマライズホールディングス(中野区)、メディカルシステムネットワーク(札幌市中央区)と包括的業務提携を締結。
- 2014年（平成26年）
  - 1月1日 - 株式会社クスリのナカヤマ（川崎市）、株式会社本木薬局（足立区）とファミリーマート店舗の展開等について定めた「包括提携契約」を締結。
  - 1月6日 - 株式会社コクミン（大阪市）と包括的業務提携を締結。
  - 2月1日 - 一般財団法人横浜市交通局協力会(横浜市)とCVSの営業に関する包括業務提携契約を締結。
  - 2月26日 - 株式会社コミュニティー京成（千葉県船橋市）と「駅ナカ売店に関する覚書」を締結。
  - 3月1日 - 株式会社千葉薬品（千葉市）とファミリーマート店舗の展開等について定めた「包括提携契約」を締結。
  - 5月28日 - 全国農業協同組合連合会（JA全農）とJAグループの食品スーパーマーケットであるAコープとファミリーマートとの一体型店舗の展開などを柱とした、Aコープ包括業務提携について合意。
- 2015年（平成27年）
  - 3月10日 - ファミリーマートとユニーグループ・ホールディングスが経営統合へ向けた協議を開始。
  - 3月26日 - 北海道エリアFCの北海道ファミリーマートがファミリーマート・セイコーフレッシュフーズとの合弁契約を解消[96]。
  - 10月1日 - ファーマライズホールディングスおよびヒグチ産業と共に合弁会社の薬ヒグチ&ファーマライズを設立[97][98][99]。
  - 10月1日 - 株式会社ココストアを完全子会社化。
  - 10月15日 - ユニーグループ・ホールディングスと同社が経営統合することで基本合意したと発表。
  - 12月1日 - 株式会社ココストアを吸収合併。
  - 12月28日 - 同日付でコープさっぽろと業務提携に向けた基本合意を締結[100]。
- 2016年（平成28年）
  - 1月27日 - 9月を目途としたサークルKサンクスとの経営統合を正式に発表。両者は9月1日付で経営統合し、持株会社の「ユニー・ファミリーマートホールディングス株式会社」を発足、さらにコンビニエンス事業の屋号を「ファミリーマート」に一本化することを正式に発表[101]。
  - 1月29日 - ジョイアス・フーズが日清製粉グループ本社の買収によって連結子会社から外れる[102][103]。
  - 2月5日 - 筆頭株主の伊藤忠商事が株式を同日から5月24日までに市場を通じて株式を取得。持株比率を約43.6%とする（なお、合併時に33.4%に下がる）[104][105]。
  - 2月18日 - ミツウロコグループホールディングス等との包括提携及びココストアリテールの株式譲渡契約を締結。
  - 3月1日 - 北海道ファミリーマートのCVS事業を統合[106]。
  - 4月5日 - 日本郵政グループとの業務提携の基本合意を発表[107]。
  - 5月26日 - この日、それぞれ行われたユニーグループ・ホールディングス、ファミリーマート双方の株主総会において、合併ならびに「ユニー・ファミリーマートホールディングス株式会社」の設立が正式に承認[108][109]。
  - 8月9日 - ユニーグループ・ホールディングスが、ファミリーマートとの経営統合にあわせ2020年2月末までに傘下の総合スーパー『アピタ』『ピアゴ』の全国の216店舗（2016年6月20日時点）の約1割にあたる25店舗を閉鎖すると発表し、傘下のコンビニエンスストア『サークルK』『サンクス』でも全国の6243店舗（2016年6月末時点）の2割弱にあたるおよそ1000店舗の閉鎖および店舗移転を実施することをあわせて発表[110]。
  - 8月29日 - ユニーグループ・ホールディングス、同日付で東京・名古屋の各証券取引所から上場廃止[111]。
    - 日本経済新聞はこの合併に伴い、同日付で日経平均株価の構成銘柄からユニーグループ・ホールディングスを除外してファミリーマートを採用する。日経株価指数300は合併に伴い、29日にユニーグループ・ホールディングスを除外し、大塚ホールディングスを採用する[112]。

  - 8月31日 - エブリワンの屋号を廃止、ファミリーマートへ転換[113]。
  - 9月1日 - 当初の予定通り同社がユニーグループ・ホールディングスを吸収合併し、ユニー・ファミリーマートホールディングス株式会社に商号変更を行い持株会社となる[68][114]。また新持株会社となる同社が名古屋証券取引所第一部へ重複上場[115]。同時に[116]、株式会社ファミリーマート（初代）のCVS事業を株式会社サークルKサンクスへ吸収分割することにより継承させるとともに同社の商号を株式会社ファミリーマート（2代目）に改め、本店を東京都豊島区へ移転する。
- 2017年（平成29年）8月24日 - ドンキホーテホールディングスと業務資本提携を締結。同年11月にユニーの発行済み株式の40%をドンキホーテホールディングスが取得するほか、UDリテールを設立して[117] ユニーが運営する店舗のドン・キホーテとのダブルネーム店舗への転換、ユニーが閉鎖予定の店舗のドン・キホーテへの転換、ドン・キホーテ運営店舗へのファミリーマートの出店、商品の共同開発・共同仕入れ・共同販促や物流機能の合理化、ポイントサービスの共通化などを行う[19]。
- 2018年（平成30年）
  - 5月31日 - ユニー香港を売却。
  - 8月16日 - 伊藤忠商事の完全子会社である伊藤忠リテールインベストメント合同会社が実施した株式公開買付けにより、伊藤忠商事が直接・間接保有分合算で議決権所有割合50.29%の株式を保有することが確定。伊藤忠商事が親会社となる[118]。
- 2019年（平成31年・令和元年）
  - 1月4日 - ユニーの残る60%の株式をドンキホーテホールディングスに売却、ユニーが同社の完全子会社となる[119][120]。
  - 2月12日 - 本店を東京都港区芝浦のmsb Tamachi 田町ステーションタワーSに移転[121]。
  - 9月1日 - 子会社のファミリーマート（2代目）を吸収合併し、事業会社へ移行した後、商号を株式会社ファミリーマート（3代目・初代と同じ法人）に変更[122][123]。
  - 11月1日 - 自社の展開するFamiPayが利用できる他社ECサイトを増やすと発表[124]。
  - 11月11日 - マルチポイントサービスの開始を発表[125]。旧サークルK・サンクス店では2017年9月以来[77] 久々の楽天ポイント対応となり[125]、サークルKやサンクスで発行されたRポイントカードも利用可能となる[126]。
  - 11月30日 - 名古屋証券取引所第一部上場廃止。[68][127]
- 2020年（令和2年）
  - 1月6日 - 大阪府の豊中市と子育て支援に関する連携協定を締結[128]。
  - 8月28日 - 伊藤忠商事が99%の株式を保有するリテールインベストメントカンパニー合同会社が、TOBにより15.61%の株式を取得[129][130]。
  - 10月22日 - 臨時株主総会を開催し上場廃止を承認[131]。
  - 11月12日 - 東京証券取引所第一部上場廃止。
  - 11月16日 - 株式併合が実施された。同時に、伊藤忠商事が保有する一部株式を全国農業協同組合連合会と農林中央金庫へ譲渡し、東京センチュリーが一部株式を取得した。これにより、株主は伊藤忠商事、東京センチュリー、全国農業協同組合連合会、農林中央金庫の4社のみとなった[132]。

## コンビニエンスストアブランド
当社が運営に携わっている、またはかつて携わっていたコンビニエンスストアブランドは以下のとおり。

### 現存するブランド
ファミリーマート（FamilyMart）
日本発祥で世界展開されているコンビニエンスストアブランドである。運営会社は株式会社西友ストアー→株式会社ファミリーマート（初代）→株式会社ファミリーマート（2代）→株式会社ファミリーマート（3代）という変遷を辿っている。
ファミマ!!
主に都心のビル内店舗において使用されるブランド名であり、東京都・神奈川県・大阪府・愛知県・福岡県に店舗展開されている。オフィスやホテルの利用者をターゲットにした店舗デザイン・商品展開をしている。1号店はなんばパークス店で、2003年10月1日より展開している。

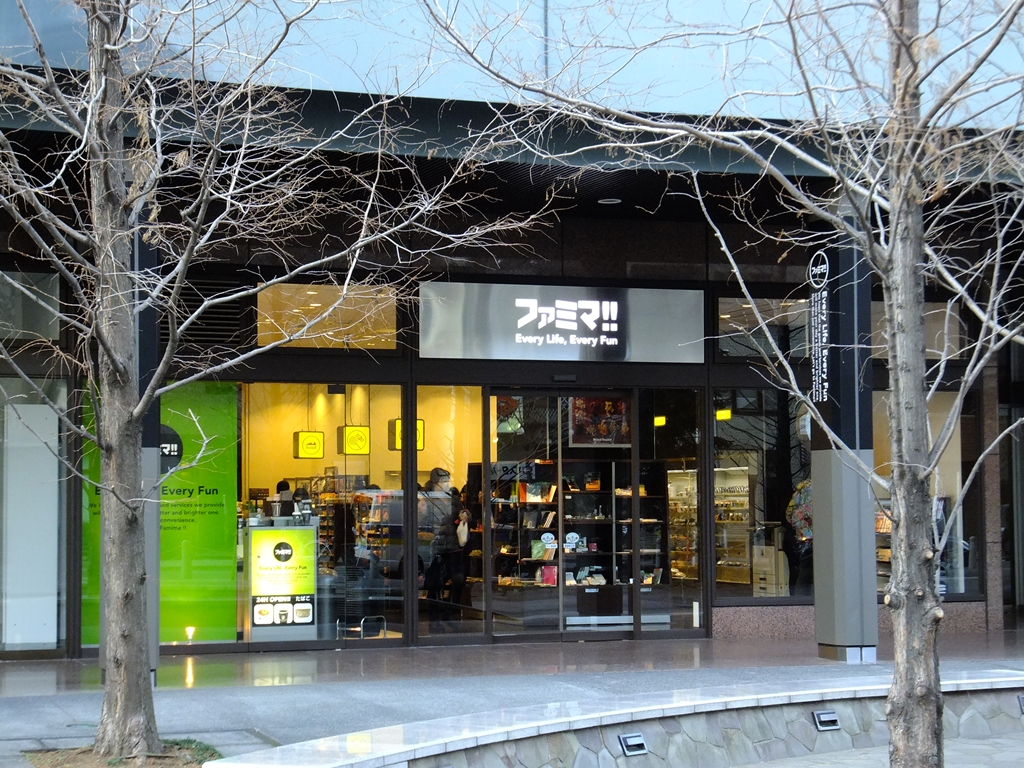
ファミマ!! 芝パーク店

ポートストア（PORT STORE）
同社を含む複数のコンビニエンスストアチェーンと提携して展開される、日本発祥で関東地方のみ店舗展開されているコンビニエンスストアブランドである。東京港湾福利厚生協会ならびに横浜港湾福利厚生協会の二つの社団法人が港湾施設労働者の福利厚生を目的に、同法人が所有する敷地にコンビニエンスストア店舗を設置している。非営利団体が店を運営している都合上、いずれのブランドと提携した店舗も店舗表示は「PORT STORE」で統一されている。
当時のサンクスと提携した店舗はサンクスポートストアとして運営していた。店舗内容と赤と緑を用いた店舗デザインはサンクスと同一である。前述の通り、サンクスロゴは用いられていなかった。2017年3月時点で両協会がサンクス店計6店舗を運営し、最盛期は9店舗を運営していた。サンクスのファミリーマートへの転換に伴いサンクスポートストア店のファミリーマートポートストア店への転換も順次進められ、2018年10月に完了しているが、転換後も前述の理由からファミリーマートのロゴは用いていない。
なお、東京港湾福利厚生協会が設置するポートストア店舗は、当時からサンクス店だけでなく、ローソン店 も存在する。ポートストア海岸のように、サンクス店からローソン店に転換したケースもある。ヤマザキショップポートストアも存在したが、ファミリーマートポートストアもしくはローソンポートストアに転換されている。

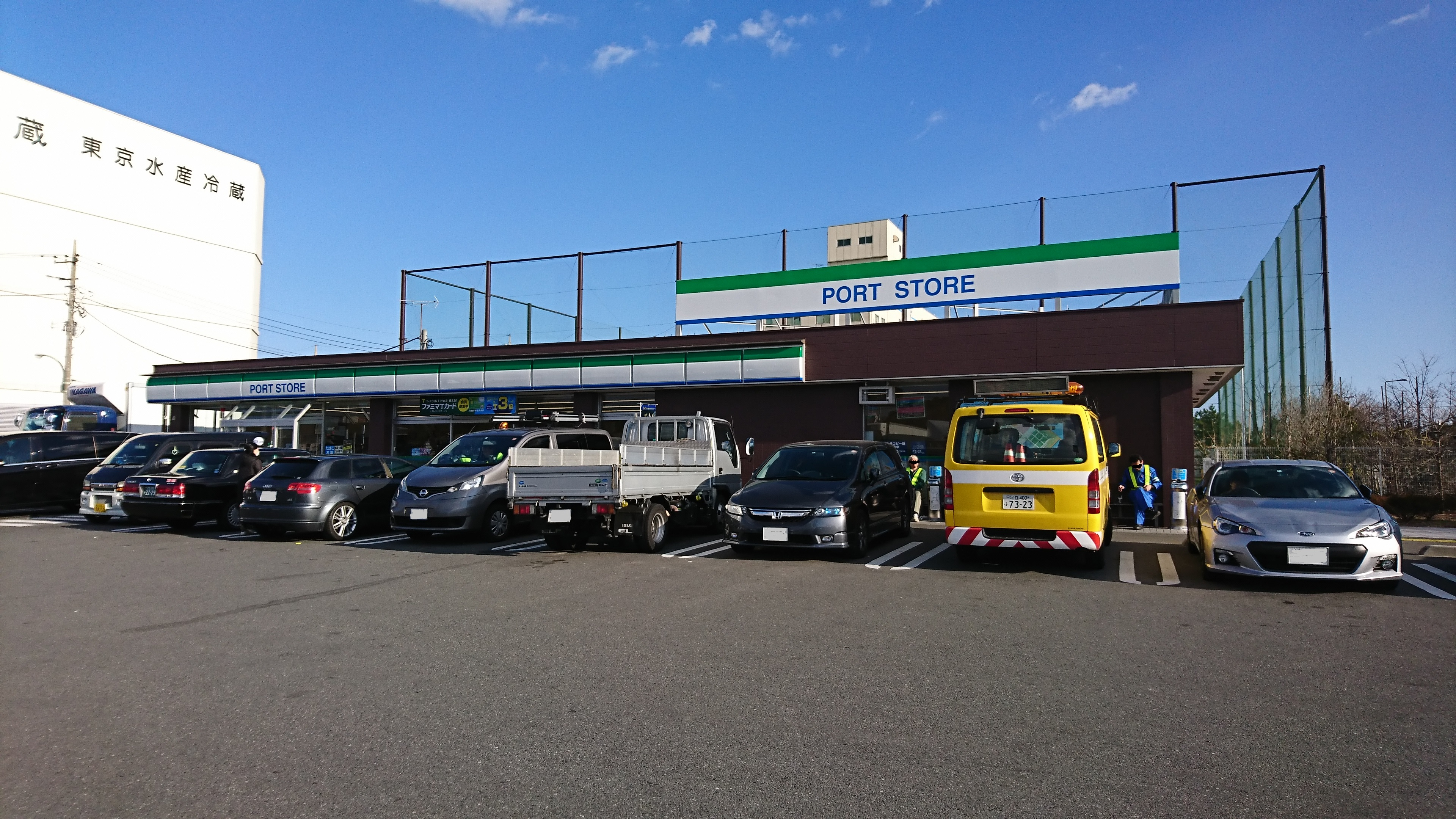
ファミリーマート ポートストア城南島店
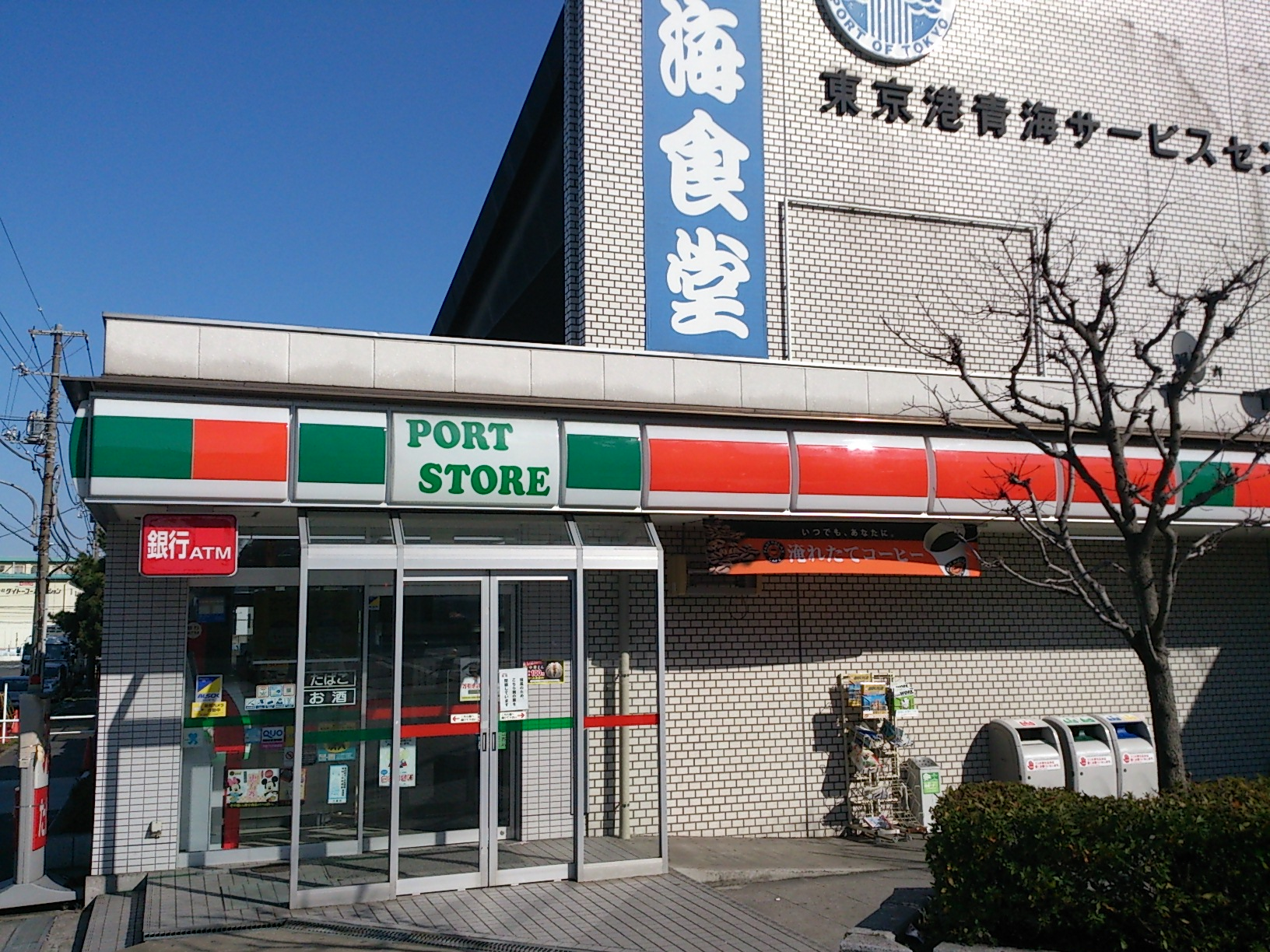
サンクス ポートストア青海店（ローソンに転換済）
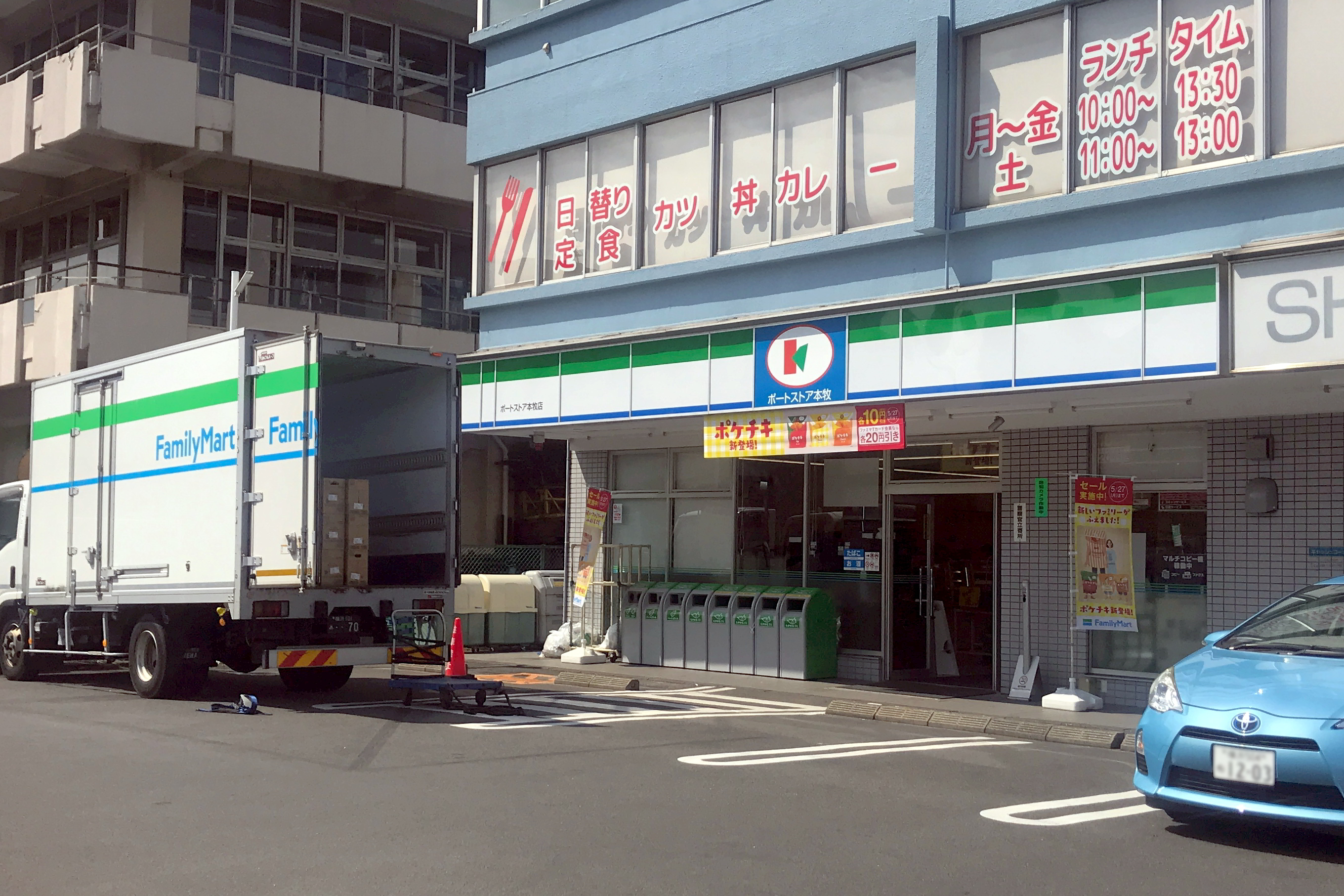
ポートストア本牧店

TOMONY（トモニー）
同社と西武鉄道株式会社（2代）の合弁で展開している、日本発祥で西武線の駅ナカに展開されているコンビニエンスストアブランドである。ファミリーマートブランドと提携して展開されているが、通常のファミリーマート店とは差別化されている。
Smile Mart（スマイルマート）
千葉県立特別支援学校市川大野高等学園の校内にあるコンビニエンスブランド。校内に立地しているが、一般の人にも開放する。当校の生徒が運営していることが最大の特色である。店長を生徒が務め、商品の発注から管理、接客までを生徒がすべてを担う。また、メモ帳など同学園の産品も販売する。この店舗の運営は同校の職業訓練の授業の一環として行われるものであり、営業日は流通コースの授業がある曜日に限定される。なお、運営にはファミリーマート市川大野町四丁目店が協力し、生徒はこの店舗に出向いて仕入れを行うなどする。2023年11月15日にオープンした。

### 過去に存在したブランド
サークルK（Circle K）
アメリカ合衆国発祥で世界展開されているコンビニエンスストアブランドである。日本ではユニー株式会社（初代）→サークルケイ・ジャパン株式会社（初代）→サークルケイ・ジャパン株式会社（2代）→サークルケイ・ジャパン株式会社（3代）→株式会社サークルKサンクス→株式会社ファミリーマート（2代）がライセンシーとなって運営されたのちにファミリーマートへ転換されて国内から消滅した。
サンクス（sunkus）
日本発祥かつ国内のみ展開されたコンビニエンスストアブランドである。株式会社サンクス→株式会社サンクスアンドアソシエイツ→株式会社サークルKサンクス→株式会社ファミリーマート（2代）によって運営されたのちにファミリーマートへ転換されてブランドが消滅した。
フォークトーク（Fork Talk）
日本発祥で東京都にのみ展開されたコンビニエンスストアブランドである。当社が商号変更する前の株式会社サークルKサンクスだった時代に展開された。
2006年9月27日にイートイン機能を持ったコンビニとして八重洲に一店舗のみ出店した が、2008年に閉店してブランドが消滅した。
am/pm（エーエム・ピーエム）
アメリカ合衆国発祥で世界展開されているコンビニエンスストアブランドである。日本では共同石油株式会社→株式会社エーエム・ピーエム・ジャパン→株式会社ファミリーマート（初代）がライセンシーとなって運営されたのちにファミリーマートへ転換されて国内から消滅した。
ココストア (Cocostore)
日本発祥かつ国内のみ店舗展開されたコンビニエンスストアである。株式会社山泉商会→株式会社ココストア→株式会社ファミリーマート（初代）→株式会社ファミリーマート（2代）によって運営されたのちにファミリーマートへ転換されてブランドが消滅した。
エブリワン（every one）
日本発祥で九州地方のみ店舗展開されたコンビニエンスストアブランドである。株式会社コトブキヤ・コンビニエンスシステムズ→株式会社エブリワン→株式会社ココストアウエスト→株式会社ココストア→株式会社ファミリーマート（初代）によって運営されたのちにファミリーマートへ転換されてブランドが消滅した。

## サービス
当社が展開する、またはかつて展開していたサービスは以下がある。

### コンビニATM・運送サービスほか
現在のファミリーマート、ならびにかつてのエブリワンではイーネットまたはゆうちょ銀行ATMのどちらかが設置されている店舗が多い。また、鹿児島県内のファミリーマートやかつてのエブリワンでは主に鹿児島銀行ATMがコンビニATMとして設置されている。新規出店店舗については、イーネット・ゆうちょ銀行のいずれかを設置しておりどちらを設置するかは地域・店舗により異なる。2020年7月から9月までの新店舗58店で見ると、イーネット設置4店、ゆうちょ設置30店、ATM非設置24店である。
イーネット
従来よりファミリーマートに設置されていた。旧サークルK・サンクスでも従前より静岡県ではほとんどの店舗にイーネットATMが設置されていたほか、同じく旧サークルK・サンクスでは2013年から三重県に限りそれまでほとんどの店舗に設置されていたゼロバンクATMがイーネットの共同型銀行ATMへ置き換わっていた。
ゆうちょ銀行ATM
以下のATMの置き換え店舗を中心に設置されている。当初はイーネットATM設置店舗についても2018年から2020年までの間にATMの置き換えを検討していたが、イーネットや一部の地方銀行から反対された。そのため、ファミリーマートはイーネットATM設置店舗でのゆうちょ銀行ATMの置き換えは断念し、イーネットとゆうちょ銀行が一部時間帯の手数料を無料にする業務提携を結ぶ形で落ち着いた。
アットバンク
旧am/pmから転換した店舗ではアットバンク（三井住友銀行・西日本シティ銀行）が設置されたが、提携先銀行との契約終了に伴い、2018年にゆうちょ銀行ATMに入れ替えられた。
ゼロバンク
旧サークルK・サンクスの岐阜県、愛知県のほとんどの店舗で利用可能だった旧ゼロネットワークス設置のゼロバンクATMについてもファミリーマートへのブランド転換店舗にて設置されていたが、順次ゆうちょ銀行ATMに入れ替えられ、2018年12月に完了した。
バンクタイム
旧サークルK・サンクスにて2008年（平成20年）2月以降関西2府4県を皮切りに、りそな銀行と共同 で設置を開始し、2012年から一部を除く首都圏のサークルK・サンクス店舗に設置されていたゼロバンクATMを置き換え2013年（平成22年）12月現在1都1道2府28県に設置されていたBankTimeについてもファミリーマートへの転換店舗にて設置されていたが、2019年1月以降順次ゆうちょ銀行ATMに入れ替えられ、2020年1月に完了した。
その他
鹿児島県内のファミリーマート（南九州ファミリーマートが運営）は鹿児島銀行のATMが設置されている。また、京都府内の京都七条本町店では京都信用金庫のATMが設置されている。
サンクスならびに国内のサークルKからのファミリーマートへの転換の第1期店である「晴海センタービル店」（サークルKから転換）と「大阪ビジネスパーク店」（サンクスから転換）にはBankTimeが設置されることになったため、ファミリーマートブランドの店舗でもゼロネットワークスが金融機関と共同で設置・運営するコンビニATMが導入されることになった。「昭和塩付通1丁目店」にはゆうちょ銀行ATMが設置され、ゼロバンクから転換された。岐阜県と「昭和塩付通1丁目店」以外の愛知県のファミリーマート改装店舗はゼロバンクが引き続き設置されていたが、徐々にゆうちょ銀行ATMへの置き換えが進んでいる。
また、郵便ポストはサークルKやサンクスでは2003年12月15日の東海4県の店舗への設置 を皮切りに2004年4月より全店舗へ展開された。ファミリーマートにおいては一部の店舗にのみ郵便ポストが設置されている。
宅配便の受付も行っている。ファミリーマートではYahoo!ゆうパックやはこBOONも取り扱っていた。詳細は下記。
- はこBOON （2010年〈平成22年〉3月3日よりサービス開始）
当社と伊藤忠商事とヤフー株式会社が提携して提供する宅配サービス、荷物の引き受け先はヤマト運輸。Yahoo! JAPANにある専用ページで自分で荷物の重量や寸法や送り先を設定の上Famiポートを操作してファミリーマートに持ち込んだ荷物を店頭窓口から発送する事で、大型で軽量な荷物の場合を中心に他の宅配サービスより安く発送できた。伊藤忠商事がヤマト運輸と宅配荷物の大口契約を行うことで、通常の小口運賃よりも安価に設定されている。
上記サービス開始前にヤマト運輸ではなく日本郵便と提携しており、同等の宅配サービスであるYahoo!ゆうパックがあった。
また、通常の宅配サービスとして宅急便も取り扱っている。
なお、はこBOONは2017年（平成29年）8月31日18時をもってサービスの提供を休止し[145][146][147]、2018年5月2日をもって廃止された[148]。

### 決済方法
各ブランドとも現金以外の各種電子マネー・カード払いに対応している。
サークルKとサンクスの統合後は両店舗間で同じシステムが採用されており、2004年（平成16年）9月から全店舗でのクレジットカード取扱を開始した。決済可能なブランドはVISA、マスターカード、JCB、ダイナースクラブ、DISCOVER。また、海外発行のクレジット（デビット）カードも支払いに使用可能。
サンクスならびに国内のサークルKでは他のコンビニエンスストアとは異なり、POS端末の客側にカード挿入口が付いており、クレジットカードで決済する際は店員にカードを渡すのではなく客が自らカードを挿入するようになっている（後に導入されたTポイントカードも同じ方法で処理する）。
2005年（平成17年）4月1日からサンクスならびに国内のサークルKの全店舗で電子マネーEdy（現：楽天Edy）および『KARUWAZA CLUB』の取扱を開始した。前述のとおり、どちらも2004年7月1日に東海4県および北海道（道南、道央）を皮切りに順次導入する形をとった。また2008年1月からは、Smartplus（VISA TOUCH含む）およびQUICPayが、同年4月からはiDがサンクスならびに国内のサークルKの全店舗に導入された。
2010年（平成22年）7月14日からは、JR東日本エリア内のサンクスならびにサークルKの約2100店舗でSuicaが利用できるようになった（PASMOなど相互利用可能なJR各社・および他社局のICカード乗車券でも利用可能）。同年9月1日からは「カルワザクラブ」にSuicaまたはPASMOのID番号を利用登録することで、Suica決済でカルポイントを付与するサービスも開始された。更に「カルポイント」を「Suicaポイント」に交換してSuicaへチャージできるサービスも同年12月1日開始した。
Suica（相互利用先のPASMOを含む）に続き、2010年（平成22年）9月27日より、北海道のサンクス全店舗でKitacaが、滋賀県・京都府・兵庫県・大阪府・奈良県・和歌山県・岡山県のサークルKとサンクス全店舗、及び広島県のサンクス各店（島嶼部の店舗を除く）にICOCAが、福岡県のサンクス全店舗と熊本県・鹿児島県のサンクス一部店舗にSUGOCAが導入された（各IC乗車カードとも、相互利用可能なJR各社・および他社局のIC乗車カードでも利用可能）。またSuica・PASMOと同様に、それぞれのIC乗車カードを事前に登録することにより、利用金額に応じて「カルポイント」が付与されるサービスも開始した。さらにICOCAについては、2011年3月29日より「カルポイント」をJR西日本の「J-WESTポイント」へ交換できるサービスも開始した。
2011年（平成23年）1月26日より、静岡県・岐阜県・三重県のサークルKとサンクスの計800店で、JR東海のTOICAが、また同年3月7日には、愛知県のサークルKとサンクスの計1040店で、名古屋鉄道・名古屋市交通局などが2月11日導入したIC乗車カード・manacaが利用可能となった。いずれの乗車カードとも、事前の登録により、利用金額により「カルポイント」が付与されるサービスも導入された。なお2012年4月21日に、両乗車カードの乗車券機能の相互利用が開始されたが、双方の電子マネーサービスの相互利用は2013年3月23日から使用可能になったため、実質静岡県・愛知県・岐阜県・三重県のサークルKとサンクス全店舗でmanaca・TOICAが利用可能となった。
2012年（平成24年）2月13日からは、北陸3県（富山県・石川県・福井県）のサンクスならびにサークルKの各店舗にもICOCAが導入された（「カルワザクラブ」の「カルポイント」付与も実施）。
他に大阪地区のサンクスならびにサークルKの一部店舗では、関西の民鉄各社が導入したIC乗車カード・PiTaPaが利用可能である。2012年11月28日からは、関西地区および三重県内の計1,141店へ取扱い店舗が拡大された（事前登録による、購入額に対する「カルポイント」付与サービスも実施）。
2013年から四国（広島県の芸予諸島を含む）のサンクスならびにサークルKの店舗でICOCAを導入した。交通系ICカードの相互利用開始に伴い全てのサークルK・サンクスの店舗で使用可能となった。
2014年7月18日より、ユニー系店舗で採用されるunikoがサークルK・サンクスの店舗でも導入され、同日からカード販売、利用開始される。
2014年10月から始まった、サンクスならびに国内のサークルKのRポイントカード(現在の楽天ポイントカード)への参加にともない、楽天ポイント機能付きの楽天Edy等の楽天のサイトに登録を済ませた対象となる楽天Edyカードを利用した決済の折りは、後日税込200円で1楽天ポイント付与がなされるようになった(Edy決済に対する付与であるため、自社発行の「+K 楽天ポイントカード」を含む、楽天ポイントカード提示の際に税込108円で1楽天ポイントが数日後に付与されるものとは別途の付与となる。例えば、216円の買い物により、トータルで3楽天ポイントが付与される事になる)。なお、これにともなって、「カルワザクラブ」のポイント付与は同年9月末を以て終了とされた。
2017年8月1日、ファミリーマートへの移行が完了していないサークルK、サンクスの店舗でもTポイントカードの取り扱いを開始し、2017年9月30日をもってTポイントカードへ移行の為楽天ポイントカードの取り扱いを終了する。
社名変更の直前となる2016年8月30日より、サンクスならびに国内のサークルKでもWAONでの決済およびチャージに対応開始。
サンクスならびに国内のサークルKではユニー商品券、VISA・JCB・DC・UC・三菱UFJニコスの各ギフトカードやバークレーヴァウチャーズ等の商品券での支払が可能。また、2011年（平成23年）7月14日からクオカードでの支払いにも対応。図書カードでの支払いは不可。ユニー商品券で支払った場合にはお釣りも出る。バークレーヴァウチャーズでの支払いでは、お釣りは出ない。なお、最終的には図書券・文具券による支払サービスは終了していた。
ユニー・ファミリーマートグループ商品券は2016年9月1日からファミリーマート全店で導入。ユニーグループ・ホールディングス株式会社やユニー株式会社が発行していた旧デザイン券も使用可能。商品券は引き続きユニー系店舗（アピタ・ピアゴ）で販売しており、ファミリーマート（サークルKやサンクスを含む）では販売していない。
ファミリーマートでのクレジットカード決済は以下の系譜。
2011年（平成23年）11月29日から全国の店舗でJCB、VISA、MasterCard、American Express、Diners Clubの各クレジットカード（提携カード含む）での決済対応を開始した。
2016年（平成28年）2月2日からは銀聯カード、新韓カード、ディスカバーカードでの決済にも対応した。なお2021年1月をもって新韓カードは取扱を終了した。
2021年（令和3年）4月7日からは銀聯カードを除くクレジットカードの非接触IC決済にも対応した。
支払い回数は1回のみで、クレジットカードの4,000円以上の磁気ストライプによる決済の場合はサインが必要。そのためセルフレジでは合計3,999円までの会計のみ対応している。10,000円以上のICチップによる決済の場合は暗証番号の入力が必要。銀聯カード決済は暗証番号の入力が必要。公共料金支払いや金券類の購入、Famiポート取扱い商品・サービス（チケット以外）の決済には利用不可。
ファミリーマートに導入された電子マネーは下記。
楽天Edy、iD
2007年7月10日から同時に全国展開開始。全都道府県の全てのファミリーマートにEdy・iD共用決済端末付きのレジが備えられた。
楽天Edyの場合は店頭での現金チャージも可能。また、ファミマTカードiDで決済の場合、ファミマTカードを提示しなくても、支払いと同時にファミマTカードの特典が受けられ、Tポイントも貯まる。
WAON
2009年10月13日よりTOMONYを除く全店で導入。チャージは2010年1月19日より開始。FamiポートでのWAONダウンロードやWAONポイントチャージ等にも対応している。
QUICPay
2014年6月24日より全店で導入。
uniko
2018年4月24日より当時のユニー・ファミリーマートホールディングス系列のUCSが発行していた電子マネーuniko(ユニコ)を全店で利用開始した。のちにUCSを含めたユニーグループがPPIHグループとなり、unikoがドン・キホーテの電子マネーmajica(マジカ)に移行するため、2020年3月31日をもってファミリーマートでのuniko取り扱いを終了した。なお、他のuniko加盟店と異なりファミリーマートでのmajica導入は発表されていない。
交通系電子マネー
※は2013年3月23日より全国相互利用が開始された交通系ICカードであり、いずれか1枚持っていれば他の電子マネーを導入している店舗においても決済が可能である。ただしPiTaPaは電子マネー相互利用対象外となる。
- Suica※
2004年9月28日に、大宮〜浦和エリアの25店舗と品川駅港南口店でSuicaショッピングサービスを先行導入、翌2005年9月28日の埼玉県内のJR駅沿線133店舗（先行導入店舗含む）を皮切りに首都圏・仙台のSuicaエリアに本格導入を開始した。導入店舗では、Famiポートを利用してSuicaへのチャージサービス（当時）も開始された。
- ICOCA※
2007年12月10日より大阪府内の一部店舗において、ICOCA電子マネーが試験的に導入された。その後2009年（平成21年）5月12日より、ICOCAが使える近畿圏エリアと、岡山・広島エリアの駅周辺店舗 に拡大導入された。さらに2013年3月からの「全国相互利用サービス」開始に合わせて、前述各エリアの全店に導入された。2014年9月30日より北陸エリアの店舗にも導入された。最後まで未対応だった山陰や四国は先に導入されていた鳥取県内の1店舗（米子旗ヶ崎店）、島根県内の1店舗（JAいずも塩冶東店）を除き、2015年12月に導入された。
- Kitaca※
2009年3月14日のKitaca電子マネー開始と同時に、札幌市内の全店（札幌医大病院サテライト店を除く）で利用およびKitacaへのチャージサービスを開始。
- SUGOCA※
2009年3月中旬より福岡県内の5店舗（吉塚駅東口店・博多駅前一丁目店・博多駅前二丁目店・博多駅東三丁目店・大野城駅前店）で利用開始。当時は実験導入ゆえに、SUGOCAの端末がレジ連動ではなく、別端末の金額手入力であった。2010年4月25日から、福岡県のほぼすべての店舗で本格導入をすることが決まったため、上記5店舗以外の店舗にも、SUGOCA端末の設置が、順次開始している。本格導入後は、レジ連動になるため、チャージも可能になる。設置済の店舗では、機械上使用も可能な状態にプログラム更新も済んでいるが、端末にはカバーがかかっており本格導入までは上記5店舗以外での使用はできなかった。なお、5月11日現在、先行導入店舗のうち、博多駅前一丁目店以外の店舗は、別端末から、レジ連動方式に変わり、一足先にチャージもできる。2010年6月7日より福岡県全店、佐賀県の一部の店舗で導入され、同時にSUGOCAへのチャージサービスが始まった。2010年7月よりJR九州リテールが展開しているam/pmがファミリーマートへの転換に合意したため、導入店舗が急速に拡大されていくこととなった。さらに、2011年8月30日から沖縄県内4店舗（那覇空港ターミナル店・おもろまち2丁目店・REXA RYUBO店・奥武山店）でも利用が開始された。
- PASMO※
2007年7月3日のTOMONYの店舗展開開始時から同店舗にて導入されている。通常のファミリーマートでは旧am/pmから転換された店舗で2010年4月より導入されていたが、こちらは西五反田一丁目店など、Suica加盟への移行が進んでいる。
- TOICA※
2011年3月29日より、愛知県、岐阜県、三重県、静岡県の一部、計118店舗で導入。愛知県・岐阜県の店舗はmanaca加盟に切り替えられ、現在は三重・静岡両県の全店舗が直接の加盟店である。
- manaca※
2011年3月29日にファミリーマートと名古屋鉄道（名鉄）の間での、名鉄駅構内における小規模店舗「ファミリーマート エスタシオ」の展開に関する基本契約書締結にあわせて、同日から名鉄沿線を中心とした135店舗で導入。エムアイシー加盟のため名鉄の独自ポイントサービスである「名鉄たまルン」→「μstarポイント」の加盟店となっており、ポイントが加算される。このほか名古屋市営地下鉄駅構内店舗では名古屋交通開発機構でmanacaに加盟している。
- PiTaPa
近畿2府4県の全店舗および、三重県・愛知県の各一部店舗 で利用可能。サークルKやサンクスとは異なり三重県は現在でも一部店舗しか使えない。
- SAPICA
札幌市内4店舗（市立札幌病院店、札幌麻生町5丁目店、札幌麻生4丁目店、白石ガーデンプレイス店）で導入。チャージ及びSAPICAポイント加算は不可。
- nimoca※、はやかけん※
直接の加盟店はなく、交通系ICカード開始時に相互利用として上述の店舗で利用可能。
なお交通系ICカードは2015年12月まで四国4県と鳥取県（米子旗ヶ崎店を除く）、島根県（JAいずも塩冶東店を除く）の全店舗で利用できなかった。

このほか、経済産業省の主導する「日本版フューチャーストア・プロジェクト」の一つである「決済におけるICタグ活用の実証実験」として、主要商品に貼られたICタグを専用のPOSレジ（TEC製）で読み取り、電子マネーで決済する「EXPRESS POS」による決済が2006年1月30日から2月24日までの約1ヶ月間、「ファミリーマート伊藤忠ビル店」（東京都港区）にて導入された。なお、同店舗は伊藤忠商事本社ビル内店舗のため関係者以外の出入り不可だった。
QR・バーコード決済はファミリーマートでのみ自社決済システム「FamiPay」の他、他社プロバイダが提供する決済システムにも対応している。詳細は公式サイト内の ご利用可能な決済サービス を参照。

### マルチメディアステーション
国内のam/pmではappointsが、サンクスならびに国内のサークルKではKステーションが、国内のファミリーマートではFamiポートが導入された。
appoints
am/pmで導入されていたマルチメディアステーション。
Kステーション
株式会社ファミリーマート（旧サークルKサンクス）がサークルKおよびサンクスの一部をのぞく店舗にて2009年より展開していたマルチメディアステーションである。旧称「カルワザステーション」。サークルK・サンクスブランドの終了に伴い、2018年11月30日を以て全てのサービスを終了し、ファミリーマートのFamiポートに統合された。
展開当初は以下に列挙する機能が使えた。
- 導入当時の自社のポイントサービスであった、「KARUWAZA CLUB」への会員登録機能、カルポイント照会及びカルポイント交換による景品の発注／懸賞応募機能。これにより、パソコン等がなくてもKARUWAZA CLUBへの入会が店頭で可能となった(ただし、入会に当たっては、専用のEdyカードであるKARUWAZA CARDの購入か、UCSが発行する特定のクレジットカードの加入を要した)。
- 以前から販売されていたチケット用紙に印字するタイプのプリペイド電子マネーの一種である「ネットプリカ」の注文機能。多言語に対応可能であるが、選択されている言語によって購入できるプリカが異なる。
- スポーツ振興くじ (toto) の販売機能。ClubTOTOカードを併用可能。内蔵のフラットベッドスキャナによりマークシートで購入指示が出来ることが特色。ClubTOTOカードに紐付けした銀行口座からのデビット決済に対応予定。
- Edyギフト受け取り及び、オンラインEdy残高照会。

2009年7月22日のアップデートにて以下の機能が追加された。
- チケットぴあ提携によるプレイガイド機能。

以前より同社はチケットぴあと提携してチケットの発券を行ってきたが、インターネット経由で予約したチケットは発券できず、Pコードを直接入力するか、電話予約に限定されていたが、このアップデートにより可能となった。
- i.JTB提携による、イベントチケット及び高速バス乗車券販売機能。
- ウェルネット等による通販代金等の支払い機能。なお、旧来の「オンライン決済」も本稿執筆時点では可能であるが、ほぼ同一機能でもあり、全店導入で終了する可能性がある。

2009年10月1日のアップデートにて以下の機能が追加された。
- スポーツ振興くじの当せん確認及び当せん額1万円未満のくじに関して払い戻し請求が可能となる。当せん金払い戻しはコンビニエンスストア業界では初めてとなる。なお、当然ながら自店発行以外のくじ券でも請求可能。

以上のように提携先などを加味すると先行するファミリーマートのFamiポートのサービスに酷似するが、導入途中という事もあり、端末操作にて通信販売を行う、ローンカードやクレジットカードの借入金を返済するといった機能は実装されなかった。また、これは直接当端末の機能ではないが、2009年12月1日より、カルポイント300ポイント分を、300円相当のEdyに交換できるようになった。
香川県・徳島県のサンクス店舗はエリアフランチャイジーのサンクスアンドアソシエイツ東四国の意向により導入が遅れていた。当時同社では不採算店舗の整理を大規模に進めていたため、カルワザステーションの設置は存続が決定した店舗にのみ順次行われ、2010年8月に現存店舗すべてに設置が完了した。
東京都・千葉県でサンクス店舗を展開していたCVSベイエリアの運営する店舗では導入を見送っており、またサークルKサンクスからの離脱を求めて訴訟を起されたのち、和解を経て離脱したため導入はなくなった。
2014年10月に「Kステーション」にリニューアル。同時に自社のポイントサービスは楽天が運営する「Rポイントカード」の一種「+K Rポイントカード」に移行し、カルワザクラブのサービスは同年12月31日をもって終了した。なお、KARUWAZAクラブ楽天Edyカードの「+K Edy-Rポイントカード」への流用は不可で、希望者は別途309円で購入する必要がある。ただし、楽天Edyのない楽天ポイントカード機能のみのものは各店舗で無償配布し、そのカードを使って手続きを行う。
この移行期間内にカルワザクラブの登録を+K会員 に紐付けを行った場合は、カルワザポイント付与最終日となった2014年9月30日の買物までにたまっていたポイントは、順次、利用期間限定扱いの楽天ポイントに等価交換された。
Famiポート
ファミリーマートでは独自のマルチメディアステーションとして「Famiポート」を導入している。プレイガイドの機能も兼ね備えており、e+の取り扱うイベントのチケットや一部高速バスの予約・発券、スポーツ振興くじ（toto）の購入などの機能がある。
ファミリーマートは、かつてはセゾン系であったため「チケットセゾン」（現在のe+の実質的な前身）と提携関係を持っていた。一旦1998年（平成10年）でチケットセゾンとの提携を解消したが、2009年（平成21年）に事実上提携再開。これに伴ってチケットぴあとの提携は2010年（平成22年）5月をもって解消した。また2011年（平成23年）9月13日から旧am/pmで取り扱っていたCNプレイガイドのチケット取り扱いを従来からのファミリーマート店舗に向けでも開始している。なお、チケットぴあとの提携については、2016年9月の法人統合後も暫定的にサークルK、サンクスとして展開している店舗に関してはそのまま提携を継続しているが、元からファミマとして展開している店舗に関しても、2016年11月に今後（開始時期未定）ファミマの取り扱いを再開する（イープラスとの提携も継続）ことで合意した
2007年（平成19年）2月末までは、トヨタ自動車が運営する『e-TOWER』をベースとする機種だったが、2006年（平成18年）9月から2007年（平成19年）2月までにかけて従来の機種から新型機種への入替が完了した。これに伴って、新型機種では従来機種とは一部のサービスが異なる。
2022年（令和4年）7月15日より新型マルチコピー機に移行し、サービスが終了した。

### ポイントサービス
サンクスならびに国内のサークルKでは楽天ポイントカードが展開されていたがよりファミマTカードへ切り替えた。具体的には、ファミリーマートグループ傘下となったあとも2017年10月1日の運営法人合併前までは、ファミリーマートはTポイント、サークルKとサンクスは楽天スーパーポイントのポイントサービスをそれぞれ採用していたが、こちらも屋号同様ファミマ側のTポイントに順次一本化されることの報道がなされた。ユニーGHD（当時）側はこれを否定したが、サークルKサンクスからファミリーマートへ転換した店舗ではTポイントに移行しており、楽天スーパーポイントは使用できなくなっている。2017年7月に、残存するサークルK・サンクス店舗でも同年8月1日からTポイントサービスを開始し、2か月の移行期間を経て同年9月30日をもって楽天スーパーポイントサービスを終了することが発表された。これにさいし+K会員もサービスを終了している。
国内のファミリーマートではファミマカードが導入され、のちにファミマTカードへ切り替えたが、2019年11月26日より楽天ポイントをdポイントとともに並行導入しており、サークルKやサンクスからの転換店舗では約2年間のブランクをへて楽天ポイントの取り扱いが復活した。
ココストアの名古屋地区では独自のポイントカードが展開されていたが当社の傘下となる前に廃止されている。
国内のサークルKとサンクスならびにそれらの派生ブランドではポイントサービスとして、時期や内容によりカルポイント・KARUWAZA CLUB・楽天ポイント・Tポイントが導入された。
KARUWAZA CLUB（カルワザクラブ）は、かつて存在したサークルKおよびサンクスの会員制度。2004年（平成16年）7月1日より北海道と東海4県の店舗にて、2005年（平成17年）4月25日からは全国にて開始された。当初の扱いとして、会員になるには「カルワザカード」の購入後、または「UCS カルワザカード」への入会後に、会員登録を行うことで可能、というものであった（その後下記のように扱いが変更された）。他におサイフケータイからの会員登録も可能である。当初KARUWAZA CLUBカードはEdy導入に関連しておこなわれており、Edy対応ハウスカードとしての位置づけであった。
- 任意でパソコンか携帯電話からインターネット経由[173] で「会員情報登録」と「電子マネー登録」ができる。入会金・年会費は無料。2009年11月16日からは、「カルワザカード」購入後に、店内の「カルワザステーション」でも会員登録ができるようになった。
- 「電子マネー登録」を行ったKARUWAZA CLUBの会員はサークルKやサンクスでEdy（現：楽天Edy）、Suica等の交通系電子マネー、ならびにID決済によるカードを用いた購入額税抜100円ごとに「カルポイント」が1点ずつ加算される。ポイントが貯まると、会員限定のグッズなどが当たる（または、もれなくもらえる）プレゼントへ応募することができる。
- 2009年（平成21年）12月1日からは、店内の「カルワザステーション」での操作で、カルポイント300点を、300円分のEdyバリューへ交換することが可能になった（カルポイントの交換、およびEdyギフトの受け取り、の2つの操作が必要）。なお同日より、カルポイントの有効期限が、獲得日から2年間となった。
- 「カルワザカード」会員、および「カルワザ値引アプリ」を登録した「おさいふケータイ」での利用の場合、期間・商品ごとに設定される、「カルワザ値引サービス」を受けることが可能である。
- 以前は店頭レジでのEdyバリューチャージ1000円ごとに「ワザポイント」が加算されていたが、2008年（平成20年）11月30日を以て終了した（既存のワザポイントはカルポイントに移行された）。
- おサイフケータイ所有者の場合、事前にEdyアプリを登録した後、当初はKARUWAZA CLUBケータイサイトで、事前に購入した「KARUWAZA CLUB Edyカード」を登録し、「KARUWAZAケータイ登録アプリ」のダウンロードと初期登録を行うことで、CLUB Edyカードとおサイフケータイを紐付け状態にさせることになっていた。その後2007年（平成19年）4月16日からは、別途カードを購入しなくても、携帯電話でのサイトの操作により登録できる、「カードレス会員登録」が開始された（KARUWAZA CLUB のサイトより「カルワザ値引アプリ」の登録と「電子マネー登録」を行う）。
- おサイフケータイ（モバイルEdy）を用いた場合でも、カルポイント付与の対象（ポイントはEdyカード型と共有）となり、景品の応募なども同アプリから直接行える。そして、同アプリを利用しているおサイフケータイのEdyの利用者で、かつANAマイレージクラブの「モバイルAMCアプリ」をダウンロードし、「ケータイdeEdyマイル」に登録して4日以上経過している場合は、決済時にカルポイントとともにマイルが加算される。
- 2010年（平成22年）7月14日より、JR東日本エリア内の約2100店舗でSuicaが利用できるようになったことに合わせ（相互利用可能なJR各社・および他社局のICカード乗車券でも利用可能）、同年9月1日より「カルワザクラブ」にSuica（モバイルSuicaを含む）、またはPASMOのID番号を事前に登録することにより、Suica・PASMOでの決済でカルポイントが付与されるサービスも導入された。更に「カルポイント」を「Suicaポイント」に交換してSuicaへチャージできるサービスも導入された[174]。
- また同年9月27日からは、JR北海道のKitaca、JR西日本のICOCA、JR九州のSUGOCAでも、それぞれ電子マネーの利用、および事前登録の上、利用金額に応じて「カルポイント」が付与されるサービスを開始した。特にICOCAについては、2011年（平成23年）3月29日より「カルポイント」をJR西日本の「J-WESTポイント」へ交換できるサービスも開始した。
- 2010年（平成22年）9月1日より、トヨタファイナンスまたはUCSの発行するQUICPay機能付カードを、さらに同年10月20日より、JCBの発行するQUICPay機能付カード、またはモバイル式のQUICPayを、事前に登録することで、各カードのQUICPayによる決済で「カルポイント」が付与されるサービスを開始した。なお、前述各社以外のカード会社のQUICPayの登録・利用については未定である。
- あわせて同年10月20日より、各社のiD機能付カード、またはおサイフケータイのiDでも、事前の登録によりiDによる決済で「カルポイント」が付与されるサービスを開始した。
- 2011年（平成23年）1月26日より、静岡県・岐阜県・三重県のサークルKとサンクスの計800店にJR東海のTOICAが、また同年3月7日には、愛知県のサークルKとサンクスの計1040店に名古屋鉄道・名古屋市交通局などが2月11日から導入したIC乗車カード・manacaが利用可能となったことで、いずれの乗車カードともに事前の登録で、利用金額により「カルポイント」が付与されるサービスが導入された。
- 2012年（平成24年）11月28日からは、関西地区および三重県内の計1,141店に、関西民鉄のIC乗車カード「PiTaPa」が導入されたことで（大阪地区の一部店舗では先行導入）、事前登録による利用金額に対する「カルポイント」付与サービスも実施されている。
- 2014年（平成26年）4月21日、同年12月31日限りでカルザワクラブを終了することを発表（ポイント付与は9月30日まで）[175]。後継として、楽天スーパーポイントが付与される「+K Rポイントカード」を9月中旬より配布する（事前事後のいずれかに、楽天会員と+K会員の双方の入会と「+K Rポイントカード」への双方のひも付けが必要。「カルポイント」の「+K Rポイントカード」への移行も、2014年中であれば可能とする予定）。2014年7月18日からサークルKおよびサンクスの店舗で利用可能となる、unikoのポイントとの二重取りも可能。

カルワザカード（2009年（平成21年）11月までは、KARUWAZA CLUB Edyカード）は全国のサークルKやサンクスの店舗で販売され、通常価格は1枚あたり税込300円(2014年4月より、同309円)であった。電子マネーの楽天Edy対応カードで、カード発行元は株式会社サークルKサンクス名義、バリュー発行元（Edyイシュア）はトヨタファイナンス株式会社名義であった。その後2011年12月1日より、楽天Edy株式会社(当時社名はビットワレット株式会社)に変更された。カルワザクラブ終了方針に伴い、2014年6月以後の販売は各店舗の在庫分に限られた。
- 購入時のEdyバリューは0円で店頭で現金チャージするか、パソリとパソコンを用いて、楽天Edy（2012年6月1日に「ビットワレット」より社名変更）のネットサービスに登録することでクレジットカードによるチャージが可能。詳説は「楽天Edy」を参照。

KARUWAZA CLUB終了後も、楽天Edyとしては継続利用が可能(ただし、以後はポイントが貯まらなくなった)。
UCS カルワザカード（2009年（平成21年）11月までは、UCS KARUWAZA CLUBカード）は、UCS（ユニーグループ・ホールディングスの子会社）のクレジットカードに、カルワザカード機能が搭載されたもの。カルワザカードと同様の機能のほか、クレジット払いでサークルKやサンクスの店舗で決済すると、クレジットカードポイントの「Uポイント」が通常の2倍付与される。
かつては、同カードのクレジット代金の支払いも、サークルKやサンクスの店舗に払込書を持参して支払うことが可能だった。現在は原則、同カードの代金決済用預貯金口座を届け出することと案内される。なお「Uポイント」と、Edy決済で付与される「カルポイント」との互換性は無く、Edyへのオンラインチャージには「Uポイント」は付与されないことになっている。
別途申し込むことで、ETCカードとQUICPayの利用も可能となる。QUICPayには子カードのほかに、おサイフケータイ向けのアプリもある。
Uポイントの付与の仕組みとカードフェース以外は、プロパーのUCSカードと同等であると言うこともできる。国際カードブランドがMasterCardのみであるため、どうしてもJCBやVISAブランドが欲しい場合にはプロパーのUCSカードに、カルワザカードを紐付けることでほぼ同じサービスを受けることができる。
+K会員（プラスケイかいいん）は、KARUWAZA CLUBの実質的な後継会員制度で、2014年10月1日より開始したが、ファミリーマートへの店舗完全統合に伴い、2017年8月から順次、元からファミマとして展開している店舗（サークルK・サンクスからの転換店舗も含む）で提供しているTポイントにポイントサービスを移行するため、楽天スーパーポイントの提供は2017年9月末で終了。+K会員の制度自体も、2018年11月30日を以て終了した。
通常のケースでは、税込108円の購入で楽天ポイントが1ポイント付与される。
キャンペーンによる特定の商品の購入に対するポイント付与や一部のボーナスポイントの付与は+K会員の登録（+Kのカードの番号登録を、楽天およびサークルKサンクスの双方に要する）が必要だが、購入金額に応じた一般のポイント付与は、プロパーカードや他社提携の楽天ポイントカードであっても楽天ポイントは付与される。
他の電子マネーを利用した場合は、ポイントカードとして付与される楽天ポイントと各電子マネー毎のポイントサービスの双方が付与（WAONやunikoなどを利用した場合）されるが、楽天Edy決済で付与される楽天ポイントは無論対象外となる。また、かつてのKARUWAZA CLUBのような、楽天Edy以外の電子マネーの紐付けを行う制度は+K会員には存在しないため、鉄道系の電子マネーに付与されていたポイントは楽天ポイントおよび鉄道系の電子マネーの制度のポイント制度がない場合あるいはサークルKおよびサンクスでの利用がポイント付与の対象外となる場合は、決済に対する付与の対象外となる。
楽天スーパーポイントが付加される+K Rポイントカード(後に、+K 楽天ポイントカードに改称)の配布は、2014年9月20日から先行実施されている。無料で配布されており、店舗によってはパンフレットのように自由に持ち出しが可能な場合と、店員に申し出て受けとるケースとがある。カード番号の登録は、各店舗に設置されているKステーションないしは+K会員のサイト上で可能。これとは別に楽天のサイトへの登録が必要となる。
+K 楽天ポイントカードは、株式会社サークルKサンクス（のちの株式会社ファミリーマート）ではなく、楽天株式会社が発行する形となっている。
2017年に配布は終了しているものの、サークルKおよびサンクスの転換先であるファミリーマートにおいては2019年より楽天ポイントが導入され当カードも利用可能となっている。
+K制度開始後に、楽天Edyの機能を付加した+K Edy-Rポイントカード（後に、+K Edy-楽天ポイントカードに改称）が一部の店舗で販売開始された。販売価格は、かつてのカルワザカードと同じく、税込309円となっている（キャンペーンにより、同額相当の期間限定楽天ポイントが付与される場合があり、これらのキャンペーン利用によって、後日キャッシュバックのような形で実質無料となるケースもある）。
+K Edy-楽天ポイントカードについては、カードそのものの発行会社自体は券面に表示されていないが、Edy発行元については、楽天カード株式会社となっている。
カード番号の登録方法は、ポイントカードのみのものとほぼ同様だが、楽天Edy決済に付与されるポイントについては、楽天Edyの番号の登録が別途必要となる場合がある（楽天ポイントカードの番号登録で、楽天Edyの番号も自動的に登録されるケースとそうでないケースがある）。
2017年4月現在、+K Edy-楽天ポイントカードの販売は楽天ポイントカードのサイトでは紹介されておらず、各店舗の在庫限りの扱いとなっていた。前述した「+K 楽天ポイントカード」は、2017年7月まで継続して配布されていた。
ファミリーマートではファミマカードが導入されていたが、2007年11月20日よりファミマTカードへ切り替えた。そしてファミマTカードは2017年8月1日にサークルKやサンクスでもサービス開始。なお、各ブランドともファミマTカードを導入したタイミングで他のTカードにも対応しTポイント加盟店となっている。
また、ファミリーマートにて既に展開されていたTポイントプラスも2017年10月1日よりサークルKとサンクスにて開始。
「ファミマTカード」はファミリーマートとカルチュア・コンビニエンス・クラブとの間でTポイントに関する提携を結んだことにより発行されるポイントカード。JCBクレジット機能付き、VISAデビット機能付き、Tカード機能のみ（ポイントカードとしてのみ機能する）の3種類が有り、Tカード機能のみの単機能カードはファミリーマートが、クレジット機能付きはポケットカードが、VISAデビット機能付きはジャパンネット銀行がファミリーマートと提携してそれぞれ発行する。どれも会員限定割引などのサービスが受けられるほか、ファミリーマート以外でもTポイントカードとしての利用が可能。
2019年5月31日をもってクレジット機能付きファミマTカード以外の発行受付を終了したが、発行済のカードは引き続き利用可能。
JCBクレジット機能付きについてはiDと連携させることが可能（ファミマTカードiD）で、支払いにファミマTカードiDを利用することによって別途ファミマTカードを提示することなくファミリーマート店頭でポイントサービスを受けることができる。予めおサイフケータイに対応した携帯電話（NTTドコモの機種に限られる）か、Apple Payに対応したデバイスを用意する必要がある。
なお暫定的にサークルKやサンクスとして展開している店舗においては、旧社時代からのサービスを引き継いでおり楽天スーパーポイントのサービスを提供していたが、ファミリーマートへの店舗統合の観点から、2017年8月1日からTポイントサービスを開始することとなった。2か月の移行期間を経て同年9月30日をもって楽天スーパーポイントサービスを終了、同年10月1日よりTポイントサービスに完全移行した（移行期間中はTポイントは貯める・使うのみ）。楽天ポイント終了後も、一部のサービスはブランド転換実施まで提供されなかった。その後、2019年11月26日からマルチポイント化となりふたたび楽天ポイントカードが使えるようになった。
通常Tポイントカードを保有している場合は200円（税込・値引前）につき1Tポイント（ファミランク：「ブロンズ」の場合）が付与されるが、年間を通じて「Tポイントプラスキャンペーン」を実施している。対象商品は飲料水や加工食品等で商品に応じて10ポイントから150ポイントを設定している。例えば飲料水の場合は120円相当の商品で10ポイントから20ポイント付与される。TポイントはANAマイレージクラブに500ポイントを250マイルに交換できるのでANAマイレージクラブの保有者にはマイルを効率的に貯める事が出来る事やポイントがキャッシュバック出来て他のTポイント加盟店で使えると言う大きなメリットがある。
このほか、ファミマTカードに付帯してファミリーマートランクアップサービス「ファミランク」も展開された。
近鉄リテーリングが運営する店舗（近鉄の駅構内や大阪府・奈良県内の一部店舗）では、KIPSポイントカード（近鉄グループ共通ポイントカード）が利用できる。

### 公衆無線LAN
ファミリーマートでは、2013年5月29日よりSSID「Famima_Wi-Fi」にて公衆無線LANサービスを開始。（一部を除く）通信インフラはNTTデータ。暗号化は為されていないため、秘匿通信が必要な場合はVPN接続が必要と明記されている。通信会社のアクセスポイントとしては「docomo Wi-Fi」に対応。他のブランドでは導入されていない。ファミリーマートは2022年7月31日に「d Wi-Fi」を除く公衆無線LANサービスを終了することを同月22日に発表した。

### 独自ブランド

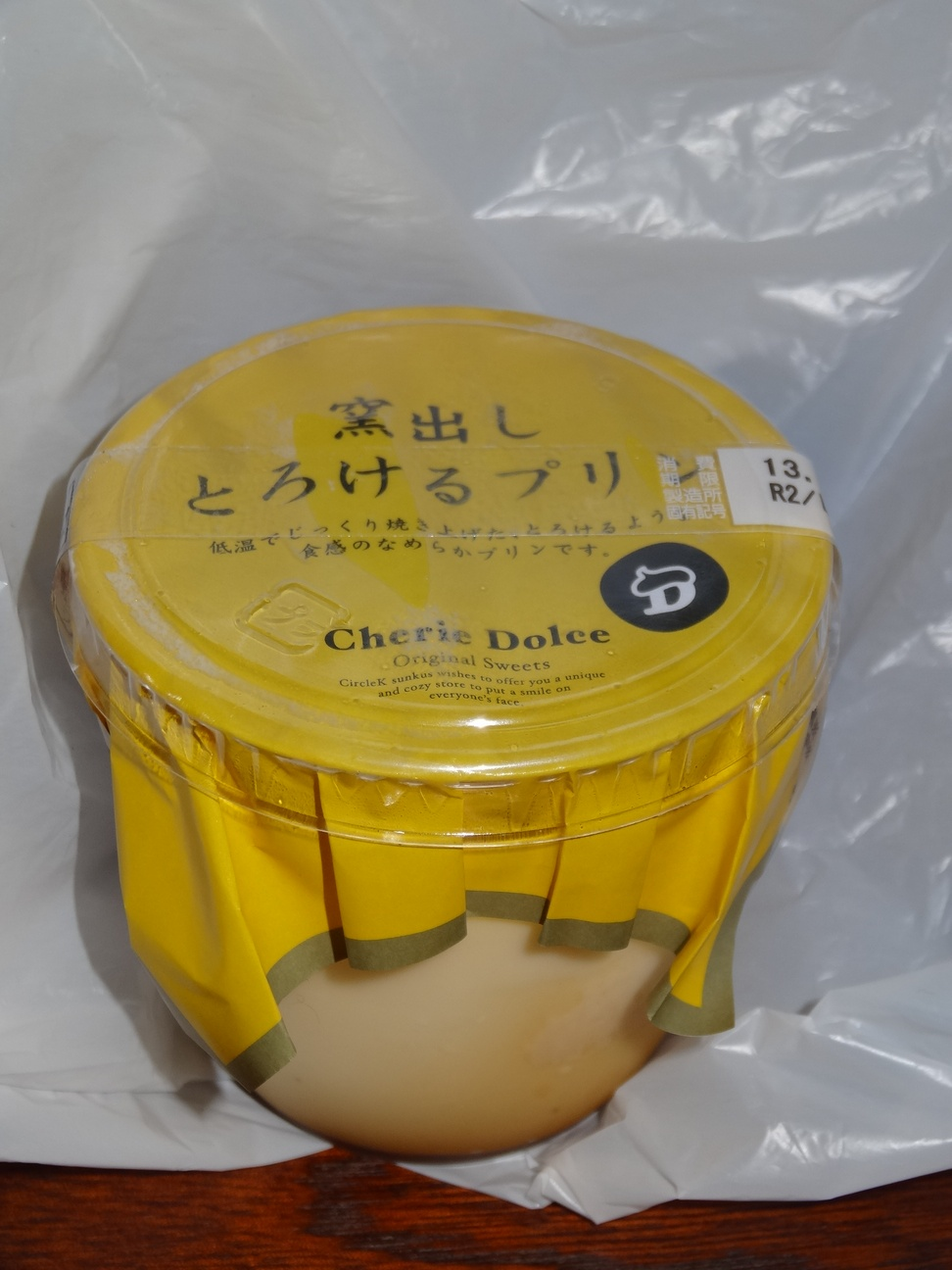
サークルKサンクス時代に開発されたCherie Dolce「窯出しとろけるプリン」

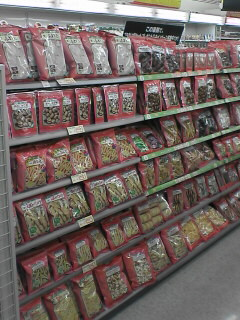
ほがら菓たいむ陳列スペース

国内のam/pmでは「とれたてキッチン」などの独自商品を展開していた。
サンクスならびに国内のサークルKの店舗スローガンは、「WAKUWAKU? さあ、ワクワクのあるコンビニへ。」で、1つめのKがサークルKのマークに、2つめのKがサンクスのマーになっていた。同様の絵柄でWAKU WAKU!も使用され、WAKUWAKUタウンも展開された。「WAKU WAKUを創造する総合ライフパートナー」をキャッチフレーズとするサークルK・サンクスではKARUWAZAとWAKUWAKUが併用されており、無料情報誌のKARUWAZA STYLEや移動販売車のWAKUWAKU号、広報サイトのWAKUWAKUタウン をはじめ各種展開されていた。
このほか、サービス名称としてカルワザブランドも展開していた。このカルワザ（KARUWAZA）は株式会社サークルKサンクス（のちの株式会社ファミリーマート）の総合サービスブランドであった。
サンクスならびに国内のサークルKでは2009年（平成21年）度より、当時の運営会社の親会社であるユニーのプライベートブランド商品・「e-price」（イープライス）の取扱いも始めていた。のちにイズミヤ・フジとの共同開発商品である「Style One」（スタイルワン）が同ブランドの後継となったため当社でも取り扱われたが、ファミリーマートとの経営統合後は、ファミリーマートが展開するプライベートブランド商品「ファミリーマートコレクション」や「無印良品」をサンクスならびに国内のサークルKでも取り扱うことになり、2017年（平成29年）春までに全店舗でのブランド置き換えを完了した。なお、最終的にはファミリーマートとサービスが一部共通化された。例えば特定商品を値引き販売する「今お得」サービスは2017年10月1日よりサークルKやサンクスでも導入されている。
このほかサンクスならびに国内のサークルKの特長のある商品としては野菜を多く使った食品ブランド「THINK BODY」、パンブランド「おいしいパン生活」、おにぎりブランド「おむすび道」、寿司ブランド「シャリ（ネタ）の銀次」があった。また大容量・具だくさんのスープで先行しており、「スープごはん」を最初に始めたのは当時の株式会社サークルKサンクスである。カウンターにおいてソフトクリームの販売を行う店舗も多かったほか、焼き鳥や串カツの販売も開始した。
また、サンクスならびに国内のサークルKの独自のデザートブランドとしてCherie Dolce（シェリエ ドルチェ）が2007年（平成19年）11月より存在していた。チルド商品は「Cherie Dolce」、焼き菓子は「Cherie Dolce α」（2009年4月から）、チルド飲料は「Cherie Dolce cafe」（2010年4月から）、和菓子は「Cherie Dolce 和ごころ」（2012年9月から）のブランド名をそれぞれ用いていた。しかし、ファミリーマートとの商品統合にともないサークルK・サンクスの店舗でも「ファミマスイーツ」が販売されるようになり「Cherie Dolce」は消滅した。なお、かつてCherie Dolceの商品だった濃厚焼きチーズタルトと窯だしとろけるプリンは2017年（平成29年）5月9日よりファミマスイーツブランドで継続販売されている。また、おでん のラインナップの一つとして「チビ太のおでん」を発売していた が、こちらはファミリーマートに引き継がれなかった。
これら自社オリジナルブランドの商品については完全な店舗統合に向けての一環として、サンクス・国内のサークルKにおいても2017年2月までにすべて統合先のファミマ側のブランドに統合を行った。サンクス・国内のサークルKにて「シェリエドルチェ」ブランドで販売した「濃厚焼きチーズタルト」は、同ブランドこそ名乗らないが基本レシピだけを受け継いでファミマブランドに転換した、この他「窯出しとろけるプリン」や「焼きとり」等もファミマ側へ引き継いでいる。
なお、2017年（平成29年）6月27日からは年間1億本を売り上げるヒット商品だった焼き鳥の販売をリニューアルした上でファミリーマート・サークルK・サンクスの3ブランドにて再開した。沖縄の店舗は独自仕様の焼き鳥を従前から販売している ため対象外、南九州（鹿児島・宮崎）の店舗でも独自で焼き鳥の展開を行っていた ため当初は除かれていたが、2018年夏頃から南九州の店舗は従来の焼き鳥の販売を取りやめてサンクスや国内のサークルKで展開されていたタイプの焼き鳥を取り扱うようになっていた。
このほか現在のファミリーマートにおけるサンクスならびに国内サークルKに由来するものとしてミニカーのコンビニ販売が存在する。これは2004年（平成16年）より発売を開始したもので、京商が製造している。もともとは2003年（平成15年）のダイドードリンコの景品のミニカーからの流用から始まったものであり、1年に約6～7回のペースで発売されている。製品はフェラーリ、ポルシェなど各自動車会社の公認を受けており、メーカーによっては2弾・3弾とシリーズ化されるものもある。製品は全てブラインドボックス方式となっており、一部の商品にはシークレットアイテムも混入されている。価格は初期が350円(税別)であったが、2016年現在は市販車が約700円、レース仕様車が900円前後の価格設定となっている。2016年からは派生商品として、くじ方式でミニカーが当たる「ミニカーくじ」も開始された。ファミリーマートへの統合にさいし一時的に休止されたものの現在も不定期的におこなわれている。
一方で2008年（平成20年）10月14日にパスタの新しいブランドとして販売開始された「rubetta（ルベッタ）」 や2009年にスタートしたセルフコーヒーである挽きたてコーヒー「FAST RELAX CAFE」 はファミリーマートに引き継がれず廃止された。
また、自社ブランドであるKACHIALブランドの一種として展開されていた菓子シリーズであるほがら菓たいむ（ほがらかたいむ） は、2011年8月に発売されていた全製品がサークルKサンクス（当時）の親会社であるユニー（愛知県）並びにイズミヤ（大阪府）、フジ（愛媛県）の3社が展開するプライベートブランド「スタイルワン」に統一されて消滅した。その後Style One（スタイルワン）の取り扱いは終了し、ファミリーマートコレクションに切り替えた。
そのほか、旧サークルKサンクスが展開したK's CAFEを中心にK's Diningも展開されていた。
また、旧サークルKサンクス時代には下記のラジオ（テレビ）プロジェクトが取り組まれていた。
- 各県のラジオ局とタイアップし、ラジオ番組のパーソナリティやリスナーから寄せられたアイデアを元に、オリジナル弁当やおにぎり、カップ麺、ソフトドリンク等を期間・地域限定で発売するもの。ニッポン放送・北日本放送・ABCラジオ・中国放送・南日本放送・熊本放送などと各地域毎に展開されている。「ラジオプロジェクト」はサークルKがスタートさせた企画について冠せられていたもの。他チェーンでも、このようなタイアップは多く見られるようになった。タイアップするラジオ番組によってターゲットが絞られており、朝ワイド・昼ワイドのリスナー層で昼食の弁当をコンビニで買い求めることが多いサラリーマン層や工事関係者層のほか、昼ワイドを聴きながら家事をする主婦層、深夜放送リスナーの若者層などを考慮した商品が展開されている。
- 岡山・香川両県が放送エリアのテレビ局である岡山放送 (OHK) では年に数回、自局のマスコットキャラクター「OH!くん」のグッズやオリジナル弁当・おにぎりを販売する「OH!HAPPYフェアー」を両県のサークルK・サンクスで開催している。また「OH!HAPPYフェアー」とは関係なくOHKのアナウンサーが番組企画で考案した弁当などが期間限定で発売されることもあり、OHKとは親密な関係である。
- 静岡県では夏季限定で、静岡エフエム放送（K-MIX）の企画商品（ソフトドリンク、シャーベット）「みかんのお水ちゅう」が発売されている。
- 関東地方では夏季限定で、FMヨコハマがプロデュースしたソフトドリンク「湘南飲料」が発売されている。
- また、ニッポン放送『オールナイトニッポン』40周年記念の企画としてカップ麺を2007年10月31日に発売した[199]。
- 北海道では7都市のコミュニティ放送8局がそれぞれ企画した商品を発売している。

その他、旧サークルKサンクスでは下記のタイアップ（共同企画）が存在した。
- 青森放送『@なまてれ』とのコラボレーション商品が2005年（平成17年）から2006年（平成18年）にかけては青森米本部で、2008年（平成20年）4月29日から5月12日まではJF（イカ&ホタテ・たこを使用したカレー弁当）でそれぞれ開発・発売された。
- 2008年（平成20年）2月5日から29日の間は青森朝日放送『ワンポチッ』とのコラボレーション商品「ドキタンまんッ」が発売された。
- 愛媛県内の店舗では南海放送『もぎたてテレビ70』とのコラボ弁当「もぎたて弁当」を2007年（平成19年）から毎年期間限定で発売している。
- 岡山県と香川県のテレビ局の番組（山陽放送と岡山放送が多い。）とコラボレーションした弁当を販売している。コラボレーション開始当初は、岡山県と香川県で弁当の製造会社が違うため岡山県だけで実施していたが、製造会社が変わって、岡山県と香川県の弁当製造会社が同じ会社になってからは香川県でも発売されている。
- 大阪の朝日放送のラジオ番組とコラボレーションした弁当は、関西地方ではない岡山県でもポスターを掲示して販売している。

旧サークルKサンクスではインターネット物販のカルワザオンラインも展開していた。
そして旧サークルKサンクス独自のプリペイド番号発行サービス及び商品の総称としてネットプリカ が2005年10月3日より全店での販売が開始された。
従来のプリペイドカードは、スクラッチを削ってプリペイド番号を見えるようにしてそれを利用していたが、プリペイドカード自体が店頭で売り切れていた場合は購入することができず、店側も商機を逃していた。ネットプリカでは商品（プリペイド番号）は店内レジに内蔵されたプリンターから、直接専用用紙に印刷して発行される。このため、原則として売り切れることなく24時間いつでも販売・購入できるようにしたものである。原則として3週間ごとの切替えで各種商品キャンペーンを実施しており、店内のネットプリカ売場で内容が確認できる。
ネットプリカで購入できる商品の種類は以下のとおり。
- プリペイド携帯電話 → Softbank、au
- 国際電話 → KDDIスーパーワールドカード、コミカなど
- オンラインゲーム、コンテンツ → BitCash、ウェブマネー、C-CHECK、Amazonギフト券など

ネットプリカはサンプルカードでの購入のみを取り扱う店舗、カルワザステーション経由での購入のみを取り扱う店舗、両方の購入方法を取り扱う店舗の3種類の店舗が存在する（カルワザステーションが全店に設置完了しなかったため）
- 店内にある専用売場にてサンプルカードを選択しレジに持ちこむと、店員がサンプルカードのバーコードをレジでスキャンし、プリペイド番号がプリントされた紙が発行される。
- レジで、口頭で「ネットプリカでウェブマネーを下さい。」と店員に注文する。
- 店内設置のカルワザステーションという端末でネットプリカを選択し、画面に表示された通りに操作して、出てきた明細書をレジに持って行って購入する。

支払いには楽天Edyとギフトカードも利用可能である。
前述の通り、国内のファミリーマートでは独自商品の他に無印良品も取り扱っていたが、2019年に無印良品の取り扱いは終了している。
なお、2006年よりファミリーマート・サークルKサンクス・ローソンの3社にて三社共同企画飲料水が発売されていたが、ファミリーマートとサークルKサンクスの経営統合との直接の関係性はない。
現在のファミリーマートには数々のオリジナル商品がある。主なものに「ボクのおやつ」ブランドの菓子・アイスクリームが多数存在していたが、2012年、「ファミリーマートコレクション」（略称「ファミコレ」）にブランド変更され、2016年のサークルKサンクスの統合と中食の強化に合わせ、サークルKやサンクスでの取り扱いも開始した上で上記のブランドと「お母さん食堂」（「お母さん食堂プレミアム」をふくむ）のふたつで展開していた。これらものちに再編され、現在は「ファミマル」として展開している。日本のみならず、台湾等でも展開している。
また、かつて同じ西友系だった関係から、無印良品の商品を扱う店舗も多かった。
ファストフードである「できたてファミマキッチン」には、ファミポテ（L・S）、つゆだくおでん、ドラムチキン、チキンサイ、スパイシーチキン、井村屋の肉まん、あんまん、ピザまん、カレーまん等、数々のヒット商品がある。
2007年（平成19年）秋、以前簡便ライスとして提供していたエピピラフや焼肉チャーハンなどの冷凍食品が復活した。
1999年（平成11年）暮れのお歳暮シーズンから、三越のお中元とお歳暮のギフト商品のカタログ販売を各店舗で受け付けている。
2006年（平成18年）8月1日、ファミリーマート・サークルKサンクス・ローソン3社は共同企画商品の清涼飲料水を発売。発売されたのは、日本コカ・コーラ社「カナダドライパイナップルフィズ」・サントリーフーズ「デカビタCデカボンベ」・伊藤園「本味」（緑茶）の3商品。いずれも税込み151円。
2014年（平成26年）4月1日、消費税8%増税に伴い147円から151円に改定。
オリジナル書籍「ふぁみまコンテンツ」は、一般の書店には扱っていないオリジナル企画の新書版書籍を発売。独自の編集と内容が支持され、シリーズは累計500万部を超えるヒットに。
また、オリジナル日配商品としてパスタ類、コンビニスイーツの火付け役でもある「ファミマスイーツ（旧Sweets+（スイーツプラス））」、おにぎり類の「おむすび」・「手巻」・「直巻」、パン類の「ファミマベーカリー」、店でコップを買ってマシンでコーヒーを入れるというホットコーヒーの「ファミマカフェ」、ライザップとのコラボである「ファミマでライザップ」などがある。さらに弁当全般やスイーツでは料理好きである上田準二会長が自らプロデュースする「社長のごはんシリーズ（現・会長のごはんシリーズ）」や惣菜ブランド「彩りfamimaDELI」が発売され人気を集めている。
鶏もも肉のサイの部位を使った骨なしのフライドチキン「ファミチキ」もオリジナル商品として存在する。
2010年（平成22年）9月21日より、同社の関西地区1400店舗での限定商品として、阪神タイガースとのコラボ商品である、「ファミリーマートンカツおむすび」「ファミリーマートンカツ弁当」、および「勝ちタイガース!!」シリーズとして、トラ模様のデザート「とらやきカスタード」と「チョコとバナナのクレープ」、そして同球団のトレードマークの虎をパッケージにあしらった飲料「フルーツオレ」の5種類が発売された。商品化のきっかけとなったのは、同球団のマット・マートン選手を応援するファンが、同社のコーポレートカラーの緑・白・青で配色した「ファミリーマートン（Family Murton）」と書いた手作り応援グッズを使用しているのを、同社の社員が目撃し非常に感動したことに端を発し、マートン選手、ならびに同球団を応援しようという機運が盛り上がったため、ということであった。
高齢者層などの新規顧客を開拓するため、CVSとしては珍しく鮮魚（刺身）の販売を行っている店舗がある。2009年より関東で試験販売を開始し、2010年より全国展開。
2012年より、「初音ミク」を始めとす現ピアプロキャラクターズとのコラボ商品を発売している(→初音ミクのメディア展開#コンビニ)。2013年には、初音ミクデザインのファミマTカードが登場した。加えて北海道ファミリーマートでは、さっぽろ雪まつり期間中に「雪ミク」関連のキャンペーンを実施していた。
2017年（平成29年）5月9日よりかつてサークルK・サンクスの「Cherie Dolce」の商品だった濃厚焼きチーズタルトと窯だしとろけるプリンが「ファミマスイーツ」ブランドで復活した。
2019年、京都府宇治市の永禄年間創業老舗茶問屋上林春松本店監修で開発したファミマスイーツ「旨み抹茶シリーズ」を発売。
このほか、かつて販売されていた菓子シリーズとしてボクのおやつが存在した。多くの商品が税込108円で販売されており、一部それより高い商品もあった。具体的には、コーンスナック キャラメル味（東ハト・キャラメルコーンのOEM）・さくさくぱんだ（カバヤ食品）・イカフライ（なとり）・チョコ&コーヒー（ブルボン）・ココナッツサブレ（日清シスコ）・ピックアップ（明治）・しみチョココーンシリーズ（ギンビス）・ポリンキー（湖池屋）・しるこサンド（松永製菓）などが存在した。コンビニ菓子シリーズの中でアイスクリームをラインナップに加えているのも特徴であった。
ボクのおやつは関連サイトのファミマ・フードパークでセットになった物が販売されていた。また、サイトリニューアル後はファミリーマート公式サイトで商品ラインナップが紹介されていた。2012年、「ファミリーマートコレクション」にブランド統一された。
また、2006年（平成18年）5月23日から展開しているデザートブランドとしてSweets+（スイーツプラス）が存在する。これは、ファミリーマートのチルドデザートの購入客は男性の割合が高かった（男女比6対4）ために、女性客を取りこむことにより売上の拡大を図ったものである。コンセプトは『普通の“デザート”とはちょっと違う魅力を、＋（プラス）したワンランク上の、大人の嗜好品（しこうひん）』。
Sweets+のヒット商品としては島田紳助が多数のテレビ番組で紹介したことにより広まった「Wクリームエクレア」、ホイップクリームを大量に載せた「オニ盛り」シリーズがある。
2010年5月からはデザートをアイスにアレンジした「Sweets+アイス」の、2012年5月からはロッテアイスとの共同開発によりジェラートの販売を、同年6月からは新杵との共同開発により和菓子ブランド「Sweets+和」の販売を開始。
一方で、既存の男性利用客向けにも「男のスイーツ」「俺の○○」を導入している。こちらは比較的ボリュームのある商品が多い。
2015年からチョコレートスイーツの監修をしている「ケンズカフェ東京」氏家健治シェフの企画により、2020年10月よりファミリーマート独自開発の高級チョコレート『エクアドル・スペシャル』を使用した商品を発売。
同チョコレートを使用した商品シリーズは、駐日エクアドル共和国大使公認となっている。
2021年には株式会社ファミリーマートの商号40周年を記念し懐かしの看板商品復活祭として、（初代）株式会社ファミリーマート（当時）の展開するファミリーマート、株式会社サークルKサンクス（当時）の展開するサークルKおよびサンクス、株式会社エーエム・ピーエム・ジャパン（当時）の展開するam/pmのオリジナル商品の各一部を期間限定で復刻発売した。
このほか、医薬品販売事業として、ファミマドラッグが展開されている。2008年（平成20年）9月より、東京都内の2店舗（いずれも直営店）において、医薬品の実験展開を開始。これは、医薬品、医療機器等の品質、有効性及び安全性の確保等に関する法律（薬機法、当時は薬事法）の改正により登録販売者の資格を持っている店員に限り、医薬品を販売できるようになったことを受けたもの。現在（2010年11月時点）は、前述の東京都内の店舗に加え、薬剤師資格・登録販売者資格のいずれかを取得している社員が配属されている、一部の店舗にて展開が行われている。

## 広報活動
番組スポンサー
- ファミリーマートが提供
  - FamilyMart Sweets Party（TOKYO FM）
  - 北野ファンクラブ（フジテレビ）
- 旧サークルKサンクスが提供
  - ガールズ&パンツァー（2014年のBS11における再放送）
  - つボイノリオの聞けば聞くほどの9時台の中日新聞ニュース
- 旧サークルケイ・ジャパンが提供
  - ミックスパイください
  - そこが知りたい 特捜!板東リサーチ
  - 開運!なんでも鑑定団（テレビ愛知）

ラジオ時報
旧サークルKサンクスでは、2013年（平成25年）1月1日午前5時から2014年（平成26年）4月1日午前4時まで、CBCラジオは2016年（平成28年）3月31日まで、グループ会社のユニーと共同で、全国の民放AMラジオ局で時報CMを放送していた。
店内放送
ファミリーマートでは、「ファミラジ」を大きく時間帯（朝・昼・夜）ごとに3つの番組を繰り返し店内放送していた。ファミリーマートの店内放送は有線放送、衛星放送を介して放送されていた。
のちの2019年6月4日朝から同年10月15日までは「FamilyMart Flow&Music」が放送されていた。ファミリーマートに関する情報や音楽を放送している。前番組と同じく、有線放送・衛星放送にて放送。
そして2019年10月15日朝から「ミックスファム with Your Voice」を放送。制作スタッフに新たにUSENが加わる。ファミリーマートに関する情報や音楽を放送しており、前番組と同じく、有線放送・衛星放送にて放送。

## ファミリーマートのサステナビリティ

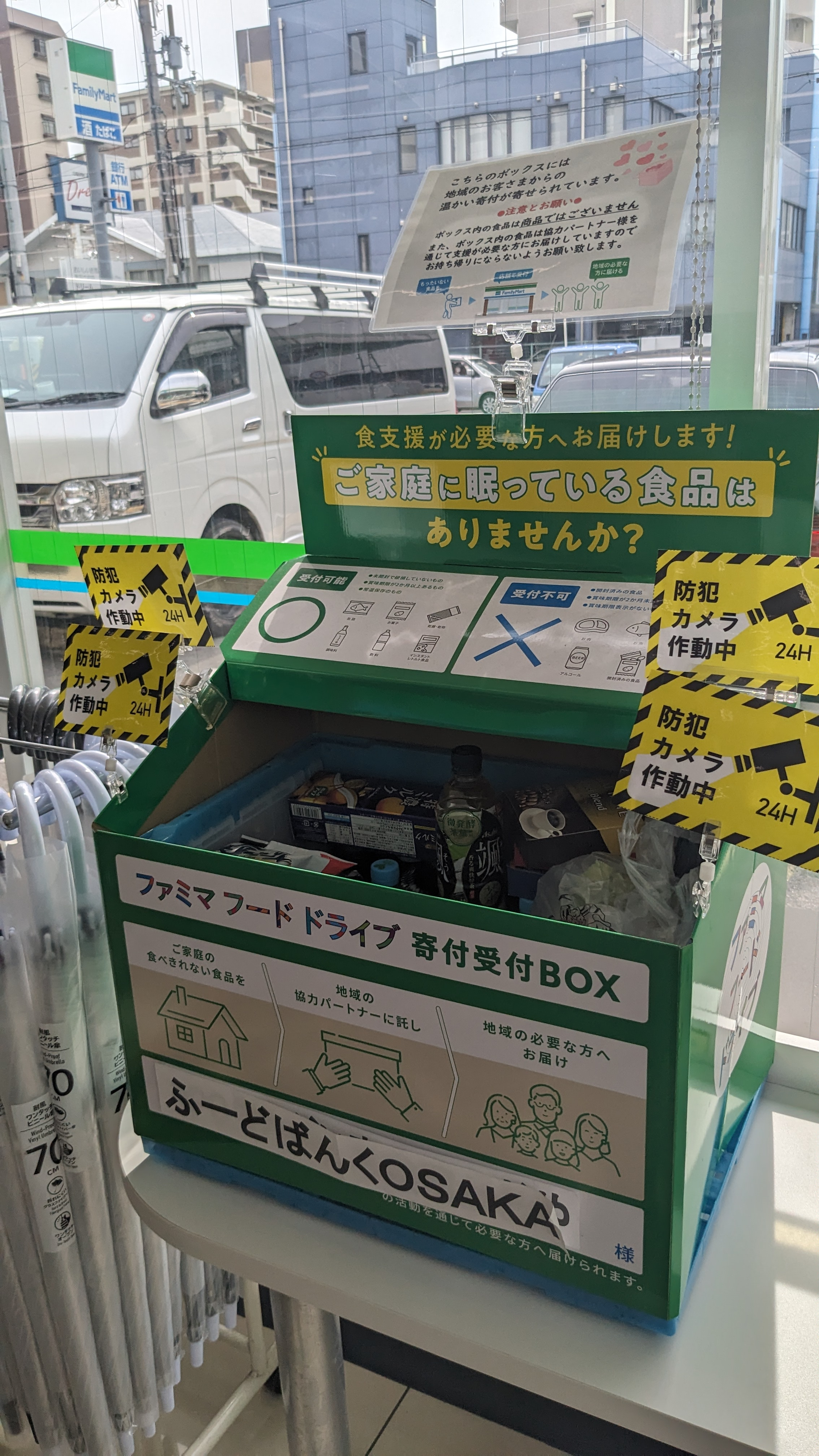
フードドライブの活動を行っている店舗もある

### ファミリーマート夢の掛け橋募金
ファミリーマートはサステナビリティに取り組んできた。主な活動のひとつとして1993年に全店に募金箱を設置し、店頭募金の受付を開始した。
2006年、顧客とNGO／NPOとの「掛け橋」となり、協働で社会的な活動に取り組むため、募金の名称を「ファミリーマート夢の掛け橋募金」に変更。顧客から預った募金に企業寄付（マッチングギフト：企業が募金総額の一定率を掛けた金額を上乗せして寄付すること。）を合わせて、寄付を行なっている。

## 不祥事・事件

### 加盟店襲撃事件
1998年（平成10年）1月、当時の2代目サークルケイ・ジャパン関西本部の社員と、協力会社の60人が、会社イメージを悪くする行為を改めようとしない夫妻が経営する、京都府綴喜郡宇治田原町のサークルK店舗に強引なFC契約解除通告と破壊活動を行い、この時流出した防犯映像がマスコミによってショッキングに報じられた。

### 不正アクセスによる個人情報漏洩
ファミリーマートは2003年（平成15年）11月19日、ネットショッピング会員「ファミマ・クラブ」の会員約18万3000人分の個人情報が外部に流出したと発表した（個人情報漏洩）。会員の1人が、架空の請求書を受け取ったとしてファミリーマートに届け出た。「ファミマ・クラブ」への会員登録の際に住所や氏名に故意に混ぜていた記号が、架空請求書にも記載されていたため会員情報漏洩が判明するに至った。これを受け当時の田邉充夫会長と上田準二社長、矢田廣吉副社長の3人を3ヶ月間減給とするなどの社内処分を行った。

### 景品表示法違反
ファミリーマートは2009年（平成21年）11月10日に、消費者庁より「不当景品類及び不当表示防止法第六条に基づく措置命令」（優良誤認）を受ける。同法が消費者庁に移管されて初の行政処分。「直巻おむすび カリーチキン南蛮」の材料である鶏肉を実際にはブラジル産の鶏肉を使用していたのに、「国産鶏肉使用」の表示シールを貼付して19万8344個を販売した。開発段階と違う部位の鶏肉を使って市場に投入した際、供給した食材メーカーと相互に変更を確認しなかったため、パッケージだけ開発段階の表示が残ったと同社は説明する。

### フランチャイズ店従業員の過労死
2011年4月からファミリーマートの大阪府大東市内のフランチャイズ店舗で勤務していた62歳の男性が、その後2012年4月以降に別の店舗でも勤務するよう店主から命じられた。この男性はその8ヵ月後の12月に作業中に意識を失い脚立から転落死した。この男性と店主との間の雇用契約では、勤務時間は1日8時間とされていたが、実際には過労死ラインを大幅に超える1ヵ月当たり218 - 254時間に及ぶ時間外労働をしていたことが明らかになった。男性の遺族は、男性の死亡原因が過労であるとして大阪地方裁判所に5800万円の損害賠償を求め訴訟を提起。その後2016年12月22日付で、ファミリーマートと店主側が遺族に対し解決金計4300万円を支払うことで和解が成立したことが判明した。直接の雇用関係にないフランチャイズ店の従業員に対し本部が労災に解決金を支払うのは異例の対応とされる。

### プライバシー侵害
2013年（平成25年）7月19日、来店した有名スポーツ選手の防犯カメラ映像が店員によってTwitterに投稿されたため、『プライバシー侵害である』等の抗議がファミリーマート本部に殺到する事態となった。同7月20日、ファミリーマートは公式サイトにおいて謝罪の上、再発防止のためコンプライアンス指導を再徹底すると表明した。

### 商品に関する問題
ファミリーマートでは2014年1月28日からフォアグラ添えのハンバーグ弁当の発売を予定していたが、「フォアグラの飼育方法が残酷である」との意見が消費者から多数寄せられ、発売を見合わせることとなった。

### 食品消費期限切れ問題
初代ファミリーマートが2014年（平成26年）7月1日より日本で新発売した「ガーリックナゲット」と7月21日から東京都など10店舗限定で試験発売を開始した「ポップコーンチキン」に期限の過ぎた食肉が含まれる恐れがある事が発覚した。問題となった食品は、使用期限切れの腐敗した肉を不正に使用していた中国「上海福喜食品有限公司」から調達されていた。該当商品の販売を打ち切り、再発売も当面行わず廃止することを決めた。特にポップコーンチキンは実質試験発売初日のみで店頭から姿を消すことになった。

### 利用客による土下座強要事件
大阪府茨木市のファミリーマートにて、三和プランニング社員が店長に土下座を強要して商品を強奪した。土下座を強要した人物は、後日大阪府警に恐喝容疑で逮捕されている。
当該店舗へ2014年9月8日午前1時半ごろに複数の「客」が入店。当初は駐車場などで大声で雑談をしていた。その後、20代の男が店長に対してペットボトルに水を入れるよう要求、店長は「そんなサービスはやっていない」として断った。しかし、男はトイレに入って水を給水。一緒にいた者たちも店内で飲食したりしている。その後、商品購入をしようとしたが、店長は彼らの素行の悪さを鑑み、販売を拒絶した。その前後のやりとりや加害者が店長に向けてペットボトルを投げつける様子を加害者側の1人が撮影し、動画投稿サイトに投稿している。
加害者は一旦引き上げたが、午前3時頃、友人（30代の男）らとともに再び店に現れ、店長に謝罪を要求。その様子をスマートフォンで撮影しようとしていたが、店長が取り上げている。その際、店長の手が濡れていたため、加害者側が憤慨。店長の父親であるオーナーを呼ぶよう要求した。
オーナーは午前7時に出勤。直後に加害者およびその仲間と思われる母娘2人に呼び止められ、接客面について執拗なクレームをつけられ、上の者を呼ぶように要求を受ける。
午前10時には加害者側の知人（40代の男）とファミリーマートのエリアマネージャーが来店。店内倉庫で話し合われることになった。加害者たちは強い態度で恫喝をしつつ、その様子を撮影していた。店長やオーナーらはひたすら陳謝し続けた。
しかし、加害者側はそれでは納得せず、店長がスマートフォンを汚したとして、スマートフォンの新規機種変代を恐喝的に要求、承諾を得るに至る。さらに、タバコ6カートン（2万6700円相当）を脅し取っている。
その後、加害者側が上記の様子を撮影した動画を動画投稿サイトに公開。東芝クレーマー事件と異なり、閲覧者らからクレーマーであるとの非難の声が起き事件が拡散されることとなる。ネット上では犯人探しが始まり、加害者たちだけでなく、炎上前に動画へ安易なコメントを寄せたフォロワーの個人情報なども晒されて実質的に炎上していった。
のちの10月9日、30代の男が「ネットで動画が流れて怖くなった」と警察に出頭。他の3人（40代の会社員の男と母娘2人）も11日までに逮捕された。
事件後、店には100件近くの電話が殺到、ほとんどが激励のメッセージだった。オーナーは、産経新聞の取材に対し「お客さんのありがたみが身に染みた」と語っている。

### 本部社員による加盟店への犯罪行為
2014年（平成26年）ファミリーマート本部社員のスーパーバイザー(SV)が担当する6店舗の加盟店からQUOカード（クオカード）を窃取し、加盟店主の知らないところで、在庫にしたり、廃棄したりと不正な伝票操作によって隠していた。被害総額は55万9000円とされる。
同年7月と9月に行われた店長集会で、その不正について加盟店主が本部に説明を求めたところ、同氏は退場させられた。その後、本部から詳しい説明がないどころか、同年11月には突然同氏が経営する店舗のひとつである稲城長峰店のフランチャイズ契約が解除された。さらに加盟店主の立ち会いなしに店舗の明け渡し作業が行われ、本部の顧問弁護士から約3000万円の請求書が送りつけられたという。
これを受け、加盟店主がこの現状を広く知ってもらおうと独自の判断で、ファミリーマート八王子旭町店（八王子市旭町）にて2015年1月上旬より1月16日の閉店に向けて突然割引セールを始めた。当初は全品3割引だったが、14日午後には全品半額に変更した。同店オーナーは町田成瀬街道店（町田市）、稲城向陽台店（稲城市）でも同様のセールを行いその後閉店した。オーナーはブログ で「ファミリーマートから卒業した」と述べた。

### 下請法違反
プライベートブランドの製造を委託している業者数社に対し、売れ残った商品の代金を負担させるなど、下請法違反に該当する行為が2016年8月までに明らかとなり、公正取引委員会が同月25日に同法違反でファミリーマートへ勧告を実施した。

### 防犯カメラの画像の掲示
千葉県内のファミリーマート店舗に於いて、防犯カメラに不審者として写った男性の映像を「万引き犯」と書き添えた上で店内に掲示していたことが、2017年2月に判明。同社は外部からの「不適切だ」との指摘を受けて画像を取り外させた。

### 少年がアイスケースに入る動画が拡散
2017年8月2日夜、沖縄県糸満市にある店舗内で撮影された動画内で数名の少年が写っており少年の1人は上半身裸で、着ていた衣服をアイスケース内に入れたり、ケースの上に跨ろうとしている映像がTwitter上に投稿された。その後、削除されたが保存された動画が別のユーザーによって拡散され炎上状態となっていた。

### 惣菜ブランド「お母さん食堂」名称変更を求める女子高校生署名活動
2020年、兵庫、京都、岡山の女子高生らがSNSの上で同社の惣菜ブランドであった「お母さん食堂」について、「『お母さん食堂』の名前を変えたい！！！」とした署名活動行い、7561人の賛同者が集まった。「お母さん食堂」という名称が母が食事を作るのが当然という性の役割固定化につながると言う活動理由であった。同社は署名活動は関係が無いとの見解を出しているが、2021年10月から順次「ファミマル」という新ブランドに変更された。

### 印紙税納付漏れ
2021年6月までの数年間で印紙税計約1億3000万円の納付漏れを東京国税局から指摘された。

## 関連企業
主なものをあげる。なお、ユニー・ファミリーマートホールディングス株式会社ならびに株式会社ファミリーマートのほかに株式会社サークルKサンクスやサークルケイ・ジャパン株式会社、株式会社シーアンドエスなどの関連企業も含めて記述する。

### 資本関係のある会社

#### コンビニエンスストアフランチャイザー
- 株式会社沖縄ファミリーマート
- 株式会社南九州ファミリーマート

#### 連結子会社
- 全家便利商店股份有限公司 - 台湾におけるエリアフランチャイザー。
- ファミマ・リテール・サービス - 会計事務、棚卸業務。
- 株式会社ファミマデジタルワン - 以前はファミマ.comも運営していた。
- シニアライフクリエイト - 商品の宅配など。
- 株式会社シティツアーズ（名古屋市西区） - 1991年（平成3年）3月設立。かつてサークルKサンクスが筆頭株主となっていた旅行企画業会社で、1993年よりサークルKを媒体とした通信販売方式での旅行受付を行っている。持株会社化によりファミリーマートが筆頭株主となった。

#### 持分法適用関連会社
- Central FamilyMart Co.,Ltd. - タイおけるエリアフランチャイザー。
- 上海福満家便利有限公司 - 上海市におけるエリアフランチャイザー。
- 広州市福満家連鎖便利店有限公司 - 広州市におけるエリアフランチャイザー。
- 蘇州福満家便利店有限公司 - 蘇州市におけるエリアフランチャイザー。
- 杭州頂全便利店有限公司 - 杭州市におけるエリアフランチャイザー。
- 成都福満家便利有限公司 - 成都市におけるエリアフランチャイザー。
- 深圳市頂全便利店有限公司 - 深圳市におけるエリアフランチャイザー。
- Philippine FamilyMart CVS, Inc.  - フィリピンにおけるエリアフランチャイザー。
- ポケットカード株式会社 - クレジット決済機能及びポイントサービス機能の提供。
- 株式会社Tポイント・ジャパン - Tポイントプログラムの運営。

### 特筆されるフランチャイジー
- 東京港湾福利厚生協会（東京都港区）、横浜港湾福利厚生協会（横浜市中区）

- 名鉄産業株式会社（名古屋市南区、現名鉄エリアパートナーズ株式会社）→株式会社名鉄生活創研（名古屋市中区）

2001年（平成13年）3月15日、当時のサンクスアンドアソシエイツとフランチャイズ契約締結。名鉄駅構内などにサンクスを出店し、中部国際空港店などを運営していた。2011年（平成23年）3月31日に株式会社サークルKサンクス（当時）との契約を解除し、株式会社ファミリーマート（初代）との契約に切り替え。同社の運営するファミリーマート店舗の店名はファミリーマートエスタシオ（FamilyMart Estació）となっている。なお、名鉄産業はサンコスという名称のコンビニエンスストアも運営しているが、一部店舗を除きファミリーマートエスタシオ店に転換している。
- 2022年7月1日に名鉄産業（同日付で名鉄エリアパートナーズへ社名変更）から名鉄生活創研へ事業譲渡されている。

### 過去にあった関連会社

#### かつての関係会社
ファミリーマート
- アイ・ファミリーマート

岩田屋との合弁であった。
- 松早ファミリーマート
- 中部ファミリーマート
- 北陸ファミリーマート
- エムビーイージャパン

譲渡済み。
- 北海道ファミリーマート
- 株式会社ジョイアス・フーズ

旧・朝日食品工業株式会社。調理麺など食品の製造・販売。朝日食品工業の社名は大豆製品専門メーカーとして分社化。
- FAMIMA CORPORATION.

アメリカにおけるエリアフランチャイザー。2016年2月29日清算。
- カネ美食品株式会社（名古屋市緑区）

東証スタンダード上場。
- BGFリテール（旧普光ファミリーマート）

韓国におけるエリアフランチャイザー。2012年7月末でライセンス契約を解消し、CUに改称。2014年3月、保有株式を全て売却し韓国から撤退。
am/pm
- 株式会社エーエム・ピーエム・ジャパン

ココストア
- 株式会社ココストア

サークルK
- ビーエスエス株式会社（東京都豊島区）

1986年（昭和61年）3月3日設立。旧社名、サークルケイ・システムサービス株式会社（本社、稲沢市）。2016年（平成28年）9月1日社名変更。店舗の棚卸、サポート業務全般。名古屋市交通局と提携し、名古屋市営地下鉄駅構内のミニコンビニ「サークルKミニ」の運営を行った。その後、店舗運営を譲渡し定款を変更。ファミリーマートグループ内で、ポケットカード株式会社の株券等の取得及び所有を事業内容とした。2018年（平成30年）6月29日会社清算結了。
- 株式会社サークルケイ・ノースジャパン（青森市）

1986年（昭和61年）3月設立。亀屋みなみチェーンとの共同出資。青森県・岩手県・秋田県で出店。社名をケーエヌジェーと変更後、2003年8月6日破産。
- サークルケイ・ウエストジャパン株式会社（岡山市）

1987年（昭和62年）4月設立。天満屋との共同出資。エリア対象地域は岡山県と広島県であったが、広島県出店は未達に終わった。約50店舗を移管し、1990年7月清算。
- 株式会社サークルケイ・ウエストジャパン（岡山市）

1990年（平成2年）7月設立。旧サークルケイ・ウエストジャパン（株）の受け皿会社。
- サークルケイ四国株式会社（松山市）

1996年（平成8年）5月設立。今治大島フェリーボートグループで外食事業を営むエムアンドエム株式会社（のちに、協和汽船グループの（株）イマダイコーポレーションに株式移動）とサークルケイ・ジャパンの共同出資。同年5月14日契約。同年12月6日愛媛県東予市（現：西条市）に第1号店東予三津屋東店出店。2014年（平成26年）12月1日100%子会社化。四国四県（高松檀紙店とサンクスからのリブランド店舗を除く）・広島県の芸予諸島に出店。フランチャイジー会社の中では最大の店舗数を管理・運営していた。サンクス西四国同様、2017年（平成29年）2月28日付で解散し、同社事業は吸収分割の方法により、翌3月1日付でファミリーマートに統合された。同年7月25日付で結了して完全消滅。
- 株式会社ドゥネクスト（東京都中央区）

2000年（平成12年）3月1日設立。コンビニエンスストア向けの物流・生産・情報システムの企画、開発、運営。サークルK側の傍系だがサンクス側も子会社を通じて出資していた。2008年に株式会社サンクスリテイルサポート総研保有分の株式を当時のサークルKサンクスに譲渡。2011年度に清算。
- 株式会社エスピーティ（東京都中央区[240]）

2000年（平成12年）2月15日設立。複数社での共同出資形態をとっており、当時のサークルケイ・ジャパンが15%資本参加、サンクスアンドアソシエイツも30%資本参加。顧客データベースの構築とEメール対応携帯端末への情報配信業務、および衛星通信等、各種地上放送受信機器の販売。2002年9月1日にネオ・コミュニケーションズ・オムニメディア株式会社へ社名変更 し、ソフトバンクグループとなっていた。
- 株式会社イープラット（東京都中央区）

2000年（平成12年）4月13日設立。コンビニ大手5社とトヨタ自動車、およびNTTコミュニケーションズの計7社の出資で、ハイブリッド型eコマースの展開が目的。シーイーシーに株式譲渡後、2009年2月5日に同社は破産廃業。
- ときめきドットコム株式会社（東京都墨田区）

2000年（平成12年）7月3日設立。オリジナル商品の企画・販売、インターネットによる物販。2017年（平成29年）2月1日、親会社ファミリーマートが吸収合併。
- シーケー東北株式会社（青森市）

2003年（平成15年）3月設立。事実上廃業のサークルケイ・ノースジャパンの受け皿会社。2004年6月サークルKサンクスが吸収合併。
- 株式会社ゼロネットワークス（東京都墨田区）

2004年（平成16年）10月1日設立。ゼロバンクとバンクタイムの管理運営、ATM運用業務。2017年（平成29年）3月1日にファミリーマートに吸収され消滅した。
- 株式会社99イチバ（横浜市神奈川区）

2006年（平成18年）1月23日設立。ミニスーパー「miniピアゴ」の店舗経営。2012年（平成24年）2月、サークルKサンクスが保有する全株式を99イチバに無償譲渡。ユニーの100%子会社となったのちにG-7ホールディングスに売却。
- 株式会社リテイルスタッフ（東京都中央区）

2009年（平成21年）1月設立。店舗応援人材派遣事業・サークルKサンクス店の店舗運営請負業務。2017年（平成29年）2月20日会社清算結了。
- サークルKマレーシア（マレーシア・クアラルンプール）

2013年（平成25年）2月設立。マレーシアの流通持株会社「クンプランモファス」70%出資による合弁企業。同国における「Circle K」の直営店及びフランチャイズ店のコンビニエンスストア事業。同年11月、同国のスパン空港内に1号店をオープン。
- サークルKアジア（東京都中央区）

2013年（平成25年）5月設立。カナダのアリメンタシオン・クシュ＝タールの完全子会社、「サークルKストアーズ」50%出資による合弁企業。アジア各国における「Circle K」のライセンス事業。ユニーグループ・ホールディングスがファミリーマートとの統合を進めていることと、海外ファミリーマートへの運営ノウハウの流出を防ぐため、2015年（平成27年）7月24日に「サークルKストアーズ」に全株式を売却。上記マレーシア出資会社とともに合弁を解消し、海外事業（インドネシア・ベトナム・グアム・フィリピン）からの撤退となった。
サンクス
- 株式会社サンクスアンドアソシエイツ
- サンクス西埼玉株式会社（所沢市）

1987年（昭和62年）2月28日、入間市の酒類卸「増田屋」と契約。同年4月同社との合弁により会社設立。設立時の本社は入間市。サンクスのエリアフランチャイズ会社第1号。同年8月9日1号店所沢久米店を出店。2002年（平成14年）9月100%子会社化。埼玉県荒川西岸、東京都西多摩エリアに出店。2014年（平成26年）3月1日、サークルKサンクスが吸収合併。
- サンクス東埼玉株式会社（さいたま市北区）

1988年（昭和63年）6月、埼玉県の酒類卸で、大宮市の「松澤屋」、川口市の「田島屋」、浦和市の「柳川屋」の共同出資で設立。「松澤屋」が出資比率が高く、「松澤屋」の関連会社となる。同年7月19日契約。同年10月28日1号店大宮桜木町店を出店。2011年（平成23年）3月1日100%子会社化。埼玉県荒川東岸エリアに出店。2014年（平成26年）3月1日、サークルKサンクスが吸収合併。
- サンクス西四国株式会社（松山市）

1992年（平成4年）8月、松山市のアイスクリーム卸「南商事」の子会社「メインステイ（本社東京、のちに親会社南商事と合併）」と、当時のサンクスアンドアソシエイツの共同出資でサンクス愛媛株式会社を設立。親会社の変更を経たのちにサンクス西四国と改名し、2006年（平成18年）3月1日100%子会社化。愛媛県・高知県に出店。同社が運営に関与したサンクス店は、2015年（平成27年）3月から8月にかけて順次サークルKブランドに変更が完了している。
2014年（平成26年）12月、後述のサークルケイ四国と合併を行う検討をすることを発表していたが、吸収合併されることなく2017年（平成29年）2月28日付で解散し、同社の事業は吸収分割の方法により、翌3月1日付でファミリーマートに統合された。同年7月25日付で結了して完全消滅。
- サンクス青森株式会社（青森市）

1994年（平成6年）3月設立。青森市の酒類卸、「大原」「佐藤光」「松尾」の三社で1991年に設立された酒類卸「ネットワーク」と弘前市の酒類卸「秋元商店」の共同出資。同月3月1日契約。同年6月30日1号店浪館前田店を出店。出資比率の高い「ネットワーク」が経営不振のため、仙台市の総合商社「カメイ」に買収された。そのため1999年（平成11年）6月100%子会社化。青森県のみ出店。2012年（平成24年）12月1日、サークルKサンクスが吸収合併。
- 株式会社サンクス・ホクリア（石川県白山市）

1994年（平成6年）11月28日、石川郡鶴来町（現：白山市）の小堀酒造店との合弁により「サンクス石川」設立。翌1995年（平成7年）1月24日契約。同年6月1日1号店若松店を出店。2000年（平成12年）6月、福井県進出に伴い社名変更。2010年（平成22年）3月1日100%子会社化。石川県・福井県に出店。2014年（平成26年）6月1日、サークルKサンクスが吸収合併。
- 株式会社サンクス北関東（宇都宮市）

1997年（平成9年）7月にフランチャイズ提携したサンクスアンドアソシエイツ栃木により、2005年（平成17年）7月1日株式を継承して設立。100%子会社。栃木県に出店。2013年（平成25年）9月1日、サークルKサンクスが吸収合併。
- 株式会社スタイルデザイナー（横浜市中区）

1986年（昭和61年）4月23日設立。1999年（平成11年）4月、当時のサンクスアンドアソシエイツが前身の（株）カットインユアーズに資本参加。美容師育成および、美容室「カットインユアーズ」・「クリック」のフランチャイズチェーン運営。閉鎖したコンビニ店舗を美容室に転用することも行っていた。2009年（平成21年）1月、スタイルデザイナーの関係会社、アルテサロンホールディングスに全株式譲渡。
- 株式会社サンクスリテイルサポート総研（東京都中央区）

2000年（平成12年）1月設立。ビジネスサポートシステムの持株会社として当該会社の経営指導、管理。2008年に出資先である株式会社ドゥネクストの株式を当時のサークルKサンクスに譲渡。
- 株式会社ビジネスサポートシステム（東京都江東区）

2000年（平成12年）3月設立。店舗の清掃・廃棄物回収管理・防犯システム等に関わる管理業務。2015年（平成27年）3月1日、サン総合メンテナンスが吸収合併。

#### かつて出資していたエリアフランチャイザー
サンクスブランドにおいては、旧サンクスアンドアソシエイツとの契約により、地域の有力企業と合弁によるエリアフランチャイザーによって出店した地域が全国に点在していた。しかしながら晩年は、100%子会社のエリアフランチャイザー（現在は消滅）を除き、東海地方の三遠地域（愛知県三河地区 - 静岡県遠州地区）に残すのみとなっていたが、2016年（平成28年）8月に事業を吸収分割方式によりサークルKサンクスに譲渡されたことにより、合弁によるエリアフランチャイザー企業は消滅した。なお、サークルKは、旧サークルケイ・ジャパンと吸収したエリアフランチャイズ会社によって出店が進んだことから、同じ県もしくは同一地域でもサークルKはサークルKサンクス本体と関連会社、サンクスは各エリアフランチャイザーの運営となっている場合があった。サンクスの店舗数は、シーアンドエスの傘下入り直後からサークルKの店舗数を上回っていたが、相次ぐエリアフランチャイザーの離脱により店舗数を減らし、ファミリーマートとの統合直前は逆転していた。サンクスアンドアソシエイツ時代までに契約解除したエリアフランチャイザーはサンクス (コンビニエンスストア)#エリアフランチャイザーを参照。
契約解除順に記載
- 株式会社サンクスアンドアソシエイツ栃木（宇都宮市）

1997年（平成9年）3月設立。当時、新日本石油の代理店、石油卸業だった「矢野新商事」（現在は損害保険代理店事業に転業）の関連会社で宅地建物取引業を営む、「ソラコ」との共同出資。栃木県で出店。同年3月12日契約。同年8月28日、1号店宇都宮峰一丁目店を開店。同社のコンビニ事業撤退に伴い、分社型新設分割によりサンクス北関東を設立、2005年（平成17年）7月1日承継。
- 栄興サンクス株式会社（北海道釧路市）

1988年（昭和63年）6月設立。北海道釧路市の不動産会社「大栄産業」のグループ会社、「釧路日産自動車」が筆頭株主となるグループ6社の共同出資。道東地区で出店。同年6月30日契約、10月8日、1号店日産西港店を開店。釧路・帯広・北見に各事務所が存在した。他のコンビニとの競争激化による経営不振や関連会社の諸事情による理由で、2006年（平成18年）1月契約解除。全店舗（37店）を撤退。解除後、そのうち22店舗を地元コンビニのセイコーマートに売却。
- 株式会社サンクスアンドアソシエイツ富山（富山市）

1996年（平成8年）4月設立。富山市を本拠とするなのはな農業協同組合が出資。そのため、JA敷地内への出店例も見られた。富山県で出店。同年7月2日契約。同年10月17日、1号店富山根塚店を開店。契約解除直前には約70店を運営。2011年（平成23年）7月1日契約解除。同社は、株式会社ローソンによって株式買収され、ローソンが設立した子会社、株式会社ローソン富山に事業譲渡。ローソンブランドへの鞍替えを行った。なお、同社とFC契約していた下新川郡朝日町の1店舗 のみ、本部（それまで同社富山事業所の管轄はサークルKのみ）との直接契約に移行することで富山県唯一のサンクスとして営業を継続したが、2017年（平成29年）春にファミリーマート店に転換している。
- 株式会社シー・ヴイ・エス・ベイエリア（千葉市美浜区）

1989年（平成元年）11月フランチャイズ契約（前身会社）、同月、1号店大島店開店。1997年（平成9年）1月14日エリアフランチャイズ契約。東京都9区、千葉県で出店。2011年（平成23年）10月末時点で、124店舗を運営。2012年（平成24年）2月29日契約解除。サークルKサンクス最大のエリアフランチャイザーであり、独自の経営戦略を持っていた。同社は、2009年（平成21年）からエリアフランチャイズ契約解消の意向を示しており、契約内容の解釈の相違を巡ってサークルKサンクスにより東京地方裁判所に提訴されていたが、2011年（平成23年）12月、同社がサークルKサンクスに解決金を支払い、翌年2月29日をもって契約終了となる和解を行い成立した。同社は同年3月1日以降、ローソンブランドへの鞍替えを行った。2018年（平成30年）3月1日に大半の直営店舗（一部加盟店を含む）をローソンが新たに設立した子会社「ローソンアーバンワークス」に売却した。
- 株式会社サンクスアンドアソシエイツ東四国（高松市）

1994年（平成6年）12月21日設立。香川日産自動車との共同出資。香川県・徳島県で出店。のちに香川日産のオーナーである真鍋家に株式移管。関連会社としてサンクス店運営請負会社「アンダンテ」を傘下に持つ。翌年1月12日契約。同年6月16日、1号店屋島西町店を開店。2011年（平成23年）12月末時点で、123店舗を運営。2013年（平成25年）1月11日契約満了。同社は、2013年1月に満了する契約を更新せずセブン-イレブンへ転換する方針を表明していた。サークルKサンクス側はこれを了承せず、2012年（平成24年）8月に差し止めを求める訴訟を東京地方裁判所に提起している。その後、同社がサークルKサンクスに解決金を支払い、30店舗を本部との直接契約とし約90店を鞍替えすることで、同年12月27日に和解が成立した。鞍替え予定の店舗は契約が切れた翌日の1月12日午前7時をもって閉店しており、3月から5月にかけて転換が進められた。なお、同社は同年3月1日付で「アイル・パートナーズ株式会社」に商号変更している。サンクスに残留した店舗はサンクス西四国管内の店舗と同様、2015年3月から8月にかけてサークルKにブランドが変更された。
- 南九州サンクス株式会社（鹿児島市）

1998年（平成10年）8月設立。建設資材・エネルギー総合商社「南国殖産」との共同出資。鹿児島県・熊本県で出店。同年8月21日契約。翌年5月22日、1号店西鹿児島駅前店を開店。2013年（平成25年）8月20日契約満了。同日正午までに鹿児島・熊本両県の全112店舗を閉店。翌日、予め設立されていた、「ローソン南九州」（鹿児島県）・「ローソン熊本」（熊本県）へ事業譲渡。一部店舗は鞍替えをせずに閉店したが、大半の店舗はローソンへ鞍替えしている。なお、ローソン熊本は事業譲渡から約半年後の2014年3月1日にローソン本社に吸収合併されている。
- サンクス京阪奈株式会社（奈良市）

1989年（平成元年）4月設立。大阪府八尾市を本拠とする酒類食品卸「飯田」との共同出資（元契約先は奈良市の「阪奈飯田」、1990年にグループ統合で飯田となる）。京都府・奈良県・滋賀県で出店。同年10月26日契約。翌年2月28日、1号店生駒台店を開店。2014年（平成26年）2月末時点で、95店を運営。同年10月26日までの契約だったが、同年3月31日にて中途解約し、ローソンに鞍替えを行った。同社は、コンビニ事業の一部権利をサークルKサンクスに承継させるため、会社の吸収分割に応じるとともに、ローソン店舗運営のため商号を変更し、現在は「アイアンドエル株式会社」となっている。
- サンクス東海株式会社（愛知県豊橋市）

1989年（平成元年）8月1日設立。愛知県豊橋市を本拠とする酒類卸「川清商店」の関連会社。三河地区（愛知県のうち境川以東）と遠州地区（静岡県のうち大井川以西）で出店。同年9月6日契約。同年11月3日、1号店もぐら沢店を開店。2016年（平成28年）7月末時点で、108店の運営に関与。同社は、2016年（平成28年）8月1日、コンビニエンスストア事業を吸収分割方式によりサークルKサンクスへ譲渡を行い、企業としては消滅した。

#### かつて契約していた主なフランチャイジー
- 北海道キヨスク株式会社（札幌市中央区）

2001年（平成13年）5月11日、同社が運営するCVS店舗「ジャストロール」をサンクス店として看板替え運営するため、フランチャイズ契約締結。2010年（平成22年）10月13日契約解除。現在、店舗はセブン-イレブンに鞍替えしている。

## テレビ番組
- 日経スペシャル ガイアの夜明け（テレビ東京）
  - コンビニ戦国時代王者セブンイレブン 戦略の全貌（2005年2月8日、テレビ東京）[257] - サークルKとセブンイレブンの愛知県での攻防を取材。
  - 日本酒どん底からの復活～助っ人はコンビニとハケン会社～（2007年11月20日）[258] - ファミリーマートと日本酒大手メーカーの共同開発を取材。
  - “便利”を深めろ!～コンビニ飽和時代の新戦略～（2010年4月13日）[259] - ファミマの都心戦略を取材。